# Jacques Anquetil
Jacques Anquetil (Mont-Saint-Aignan, 8 januari 1934 – Rouen, 18 november 1987) was een Frans wielrenner die zowel op de baan als op de weg actief was. Hij was de eerste wielrenner in de geschiedenis die vijfmaal de Ronde van Frankrijk won. Daarnaast was hij ook de eerste wielrenner die alle drie de Grote Rondes op zijn naam schreef en de eerste renner die de Ronde van Spanje en de Ronde van Frankrijk in één kalenderjaar won.
Zijn specialisme was het tijdrijden, het merendeel van zijn overwinningen behaalde hij via deze discipline. Bij het algemene publiek staat hij bekend om zijn openheid over het gebruik van doping en rivaliteit met Raymond Poulidor. Gezien zijn prestaties in de jaren 1950 en 1960 wordt hij gezien als een van de beste mannelijke wielrenners aller tijden.

## Biografie

### Jeugd (1934-1951)
Jacques Anquetil werd geboren op 8 januari 1934 in Mont-Saint-Aignan, een plaats dicht bij de stad Rouen. Hij was de zoon van Ernest en Marie Anquetil. Zijn vader was metselaar en zijn moeder was tot aan de geboorte van Anquetil werkzaam in een wasserette. Het gezin verhuisde naar Bois-Guillaume, waar op 12 april 1940 Anquetil’s jongere broer Philippe werd geboren.
Vader Ernest had die tijd een nabij Quincampoix een stuk land waar hij aardbeien teelde. Hier hielp Anquetil zijn vader mee en verdiende zo zijn eerste spaarcenten.
Op vierjarige leeftijd kreeg hij zijn eerste fiets, een Alcyon, en fietste hiermee dagelijks anderhalve kilometer naar school. Toen hij de lagere school in 1947 afrondde ging hij naar het technisch lyceum in Sotteville-les-Rouen. Hier haalde hij meerdere diploma’s en ontdekte zijn passie voor sporten en zijn uithoudingsvermogen. Hij maakte de beslissing om zich toe te wijden tot het zogeheten cyclisme. Hij werd hierin mede aangespoord door de radioverslagen die hij toen meekreeg over de Ronde van Frankrijk. Waar destijds duels werden uitgevochten tussen onder andere Fausto Coppi, Louison Bobet en Rik Van Steenbergen. Niet veel later moedigde zijn goede vriend Maurice Dieulois hem aan zich aan te sluiten bij de plaatselijke amateurclub. Tijdens het afronden van de studie werd de aantrekkingskracht voor het wielrennen steeds groter.
Dieulois stelde Anquetil voor aan de directeur van de amateurclub waar Dieulois destijds pas kort rondliep, André Boucher. Boucher zag al snel dat Anquetil een renner was met potentie. Bij zijn huidige baan besloot Anquetil te vertrekken nadien zijn baas hem niet de vrijheid gaf om donderdags vrij te krijgen om te kunnen trainen. Als volgt ging hij weer werken bij zijn vader als aardbeienteler. Aan zijn officiële eerste race nam hij deel op 8 april 1951, de Grand Prix de Gai-Sport die vond plaats in en om Le Havre. Hij verscheen hier echter niet op de lijst van de gefinishte renners omdat de koerscommissaris hem niet over de finish had zien komen. Ploeggenoot en vriend Dieulois won deze wedstrijd. De eerste overwinning voor Anquetil liet niet lang op zich wachten. Amper een maand later, op 3 mei 1951, won hij de Prix Maurice Latour in Rouen. Na meerdere wedstrijden in het jeugdcircuit van Normandië te hebben gewonnen werd de competitie afgesloten met een tijdrit van 85,6 kilometer. Dieulois en Anquetil startten hier als laatste omdat ze aan leiding gingen in het klassement. Ondanks het verschil van vier minuten in de starttijd haalde Anquetil zijn vriend in en won de tijdrit. Daarnaast eindigde hij als beste jongere en won hiermee zijn eerste klassement.

### Veelbelovende amateur (1952-1953)
Mede door het winnen van negen regionale wedstrijden bewees de 19-jarige Anquetil in 1952 aan Boucher dat hij een veelbelovende renner was. Daarnaast was hij ook op andere plekken in Frankrijk succesvol, zo won hij de eerste editie van de Grote Prijs van Frankrijk. Boucher wist een plek te vinden langs het parcours in een greppel. Hiervandaan wist hij, de matig gemotiveerde Anquetil, de juiste duw in de rug te geven en hij reed gemotiveerder naar de finish dan eerder. Later in het jaar werd hij ook nationaal kampioen van Frankrijk in de amateurcategorie.
Geselecteerd voor de nationale Franse ploeg nam hij eveneens in 1952 deel aan de Olympische Zomerspelen. In de wegwedstrijd eindigde hij als twaalfde, hij kwam vijf minuten later over de eindstreep dan de de Belgische winnaar André Noyelle. Op dezelfde Spelen won hij ook brons in de ploegentijdrit, deze reed hij samen met Alfred Tonello en Claude Rouer. 
Voor aanvang van het wielerseizoen van 1953 verkreeg Anquetil een licentie om deel te nemen aan wedstrijden als onafhankelijke renner. Door deze bevoegdheid kon hij zich meten tegenover de professionele renners. Wederom won hij negen regionale koersen, waaronder de tijdrit in de Ronde van de Manche. Deze overwinning kende extra waarde omdat onder andere Jean Brankart en Albert Bouvet als beroepsrenner aan de start verschenen. Eind augustus won hij het eindklassement van Maillot des As, waar hij twee jaar eerder het jongerenklassement won. In de allesbeslissende tijdrit was hij maar liefst negen minuten sneller dan de nummer twee, Claude Le Ber. Anquetil reed over 122 kilometer een gemiddelde van 42,052 kilometer per uur.

### Carrière (1953-1969)

#### Start als prof (1953-1954)

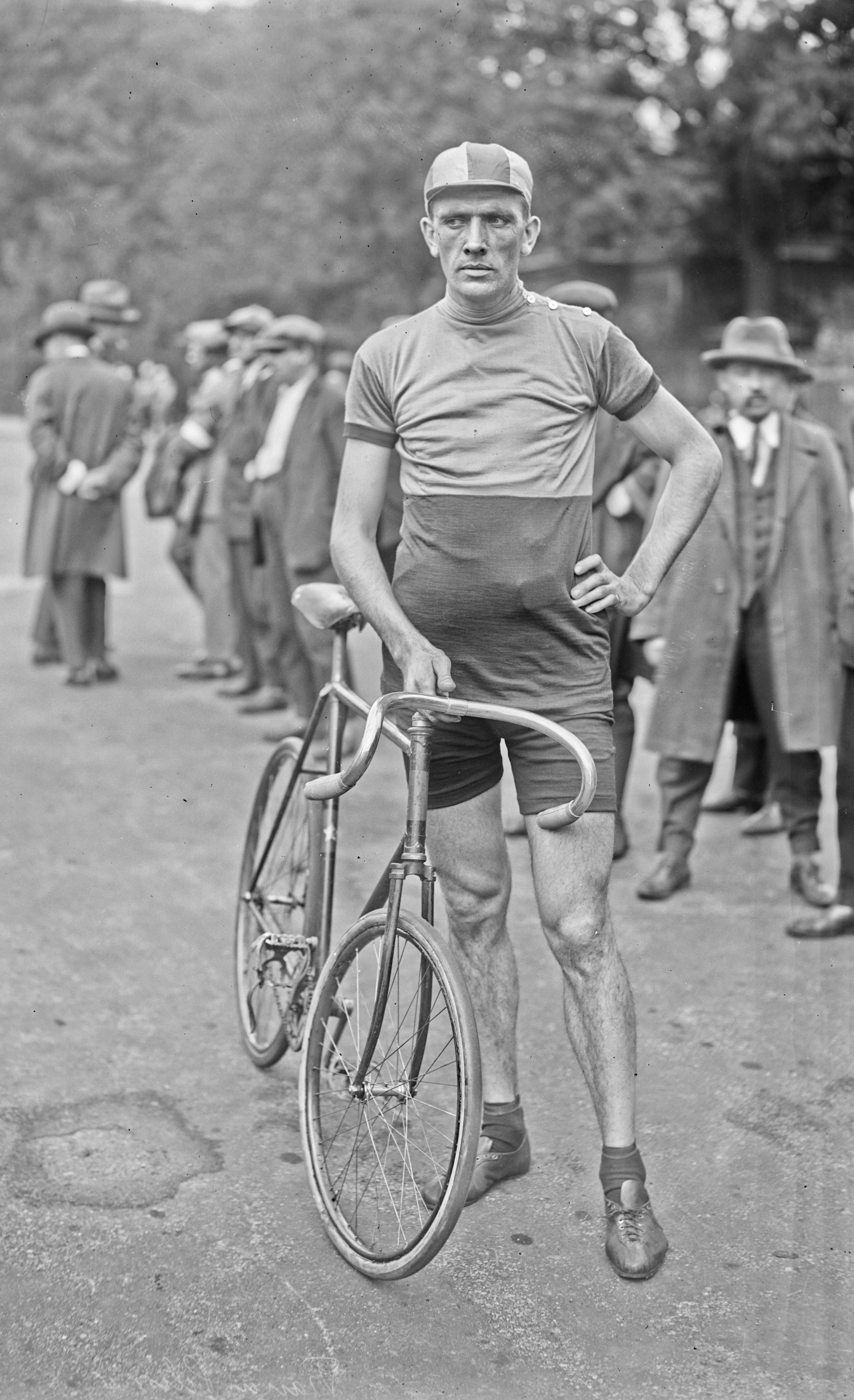
Francis Pélissier in 1927, hier nog actief als wielrenner. Pélissier was de ploegleider die Anquetil in 1953 zijn debuut liet maken in het professionele wielrennen.

De prestaties van de jonge Anquetil werden nauwlettend in de gaten gehouden. Eind september bood baas van de ploeg La Perle-Hutchinson, Francis Pélissier, hem zijn eerste contract aan en Anquetil ging gelijk 30.000 Franse franken per maand verdienen. Dit was destijds het gemiddelde salaris voor de renners van de ploeg van Pélissier. Nog in dezelfde week nam Anquetil voor het eerst deel aan de Grote Landenprijs, een tijdrit van 140 kilometer die werd verreden in en rond de Franse hoofdstad Parijs. Als jongste deelnemer van deze wedstrijd wist hij hier overtuigend te winnen door de rit bijna zeven minuten sneller af te leggen dan Roger Creton die tweede werd. Met deze prestatie kwam Anquetil dertig seconden tekort op het record van de Zwitser Hugo Koblet. In totaal nam Anquetil negen keer deel aan deze wedstrijd, alle negen edities sloot hij als winnaar af. Amper twee weken later na zijn eerste deelname in 1953 de Grote Landenprijs nam hij deel aan de Grote Prijs Lugano, een tijdrit van 75 kilometer die werd verreden in en om het Zwitserse Lugano. Ook deze wedstrijd won hij, in totaal nam hij acht keer deel aan deze wedstrijd waarvan hij zeven edities won. Eveneens in oktober bracht Anquetil een bezoek aan de Italiaanse Fausto Coppi. Hij had de wens om, net als Coppi, campionissimo te worden. Na een keuring van de verzorger van Coppi zagen de heren potentie in de jonge Fransman, zodoende gaven ze hem veel advies waaronder trainings- en voedingsschema's. Echter sloeg Anquetil deze allen af, hij wilde het op zijn manier doen. Op deze manier opende hij de strijd met de Italiaan en vertrok, na enkele fietstochten door het landschap, terug naar Normandië. In de eerstvolgende wedstrijd waar beide heren aan de start verschenen, de Trofeo Baracchi, won Coppi samen met Riccardo Filippi. Anquetil eindigde als tweede samen met Antonin Rolland.
In 1954 reed hij nog voor dezelfde ploeg en nam half maart deel aan de twaalfde editie van Parijs-Nice. Hij verscheen hier aan de start als kopman van de ploeg en won de tijdrit van Cannes naar Nice. Aan het eind van de wedstrijd eindigde hij als zevende in het eindklassement. In de jaren die volgden zal hij nog acht etappes en vijfmaal het eindklassement winnen in de wedstrijd Parijs-Nice. Niet veel later nam hij deel aan het wereldkampioenschap wielrennen, in de wegwedstrijd eindigde hij als vijfde met drie minuten achterstand op de winnaar, zijn landgenoot Louison Bobet. Verder in het seizoen van 1954 won hij nog de Grote Landenprijs en de Grote Prijs Lugano. In de Grote Landenprijs vestigde hij een nieuw snelheidsrecord aan kilometers per uur, dat even daarvoor ook al was verbroken door de Belg Jean Brankart. Na dit succes in een vallei nabij Chevreuse moest de twintigjarige Anquetil in dienstplicht. Hier wist hij, al dan niet met de nodige moeite, te regelen dat hij wel mocht deelnemen aan wedstrijden waaronder de Grote Prijs Lugano, deze wedstrijd wist hij (na een moeizame reis vanuit zijn woonplaats in Normandië naar Lugano) naar zijn hand te zetten.
In deze periode genoot Anquetil voor het eerst van landelijke bekendheid, die steeds groter werd in Frankrijk en daarbuiten. Tevens werd hij door zijn prestaties in het tijdrijden aangeduid als meester in deze discipline en gezien als een belangrijke figuur in de destijds opkomende generatie wielrenners.

#### Aanval en herkansing werelduurrecord (1955-1956)
In zijn derde en tevens laatste jaar bij de ploeg La Perle-Hutchinson reed hij onder andere Parijs-Roubaix waar hij als vijftiende eindigde. Een maand later won hij de zesde etappe in de Tour du Sud-Est, van Annecy naar Gap. Na actief te zijn geweest in het Critérium du Dauphiné hielp hij enkele dagen later André Darrigade aan de overwinning van het nationaal kampioenschap van Frankrijk. Hier trok hij de sprint aan voor Darrigade. Op het wereldkampioenschap wielrennen liet Anquetil zich zien door aanwezig te zijn in de vlucht van deze wedstrijd, de Belg Stan Ockers won de wedstrijd en Anquetil kwam als zesde over de finish na Marcel Janssens. Twee weken later won hij de Grote Prijs Martini en zegevierde voor de derde maal op rij in de Grote Landenprijs, waar hij reed met een recordtempo van 40 kilometer per uur.
Eveneens in 1955 deed hij een poging om het werelduurrecord te verbreken. Het record stond destijds al voor dertien jaar op naam van Fausto Coppi. De zogeheten aanval vond 25 oktober plaats, op de Vigorellibaan in Milaan. Met de aanwezigheid van zo'n 10.000 toeschouwers en enkele voorname wielrenners startte hij officieel om zeven uur in de avond. Op deze baan startte hij relatief snel waardoor hij snel een voorsprong had op zijn tijdschema. Echter bleek al snel dat deze tactiek niet werkte, Anquetil kwam 623 meter te kort voor het werelduurrecord dat dus nog altijd op naam bleef van Coppi.
Begin december van 1955 haalde hij zijn eerste professionele zege op de baan. Anquetil versloeg hier op het nationaal kampioenschap titelverdediger Isaac Vitré op het onderdeel achtervolging.
Vanaf 1956 reed hij bij de wielerploeg Helyett-Potin, waar hij tot en met 1961 voor zou blijven rijden. Kortstondig in 1956 nam hij deel aan wedstrijden namens het Italiaanse Bianchi-Pirelli, de ploeg van Coppi. In maart prolongeerde Anquetil zijn titel als nationaal kampioen bij de achtervolging op de baan, voor Henri Andrieux. Deze titel prolongeerde hij in juni, wederom voor Isaac Vitré. Niet veel later na zijn derde titel bij de achtervolging in het baanwielrennen kreeg hij toestemming van zijn commandant bij het leger om een nieuwe poging te doen om het werelduurrecord te verbeteren. Voor dit project verzamelde Anquetil vier begeleiders die hem zouden ondersteunen. Dit waren zijn verzorger Sadi Duponchel, trainer en fietsenmaker André Boucher, kapitein Gueguen en manager Daniel Dousset. De helft van de opbrengst zou Anquetil schenken aan de moeder van een soldaat die omkwam bij de Slag om Palestro, Algiers.
Zijn tweede poging om het werelduurrecord te verbreken vond uiteindelijk doorgang op vrijdag 22 juni, om half acht in de avond. Na een goede start had Anquetil echter last van de aanwezige zandzakken die onderaan de baan waren geplaatst. Doordat hij hier eenmaal tegenaan was gebotst had hij in het verdere verloop veel last van deze zakken. Na 54 minuten en 36 seconden eiste Dousset van Anquetil dat hij moest stoppen, hij reed ondanks de moeilijkheden een gemiddelde van 45 kilometer en 413 meter per uur. Van zijn commandant bij het leger Dieudonné kreeg hij te horen dat hij in Milaan moest blijven om het record koste wat kost te verbreken. Voor een volgende recordpoging werd een nieuwe speciale fiets gemaakt, zeer overeenkomend met de fiets die Coppi in 1942 had gebruikt. Na het maken van een aangepast tijdschema was het op vrijdag 29 juni tijd om het nogmaals te proberen. Ditmaal waren er om en nabij de 15.000 toeschouwers aanwezig in de Vigorellibaan. Naargelang het uur vorderde kwam het publiek tot de conclusie dat het record van hun Coppi zou worden verbroken, zodoende gaf men de Franse renner extra support. Na 60 minuten fietsen was het nieuwe record gevestigd: 46 kilometer en 159 meter. Dit was maar liefst 288 meter meer dan het oude record van Coppi. Het record heeft voor 82 dagen op zijn naam gestaan, totdat Ercole Baldini een nieuwe record vestigde. Baldini, destijds rijdende als amateur, legde 234 meter meer af dan Anquetil.
Na zijn verbetering van het werelduurrecord won hij in 1956 een eendaagse wedstrijd nabij Caen en de Grote Landenprijs voor de vierde keer.

#### Eerste deelname Ronde van Frankrijk (1957)

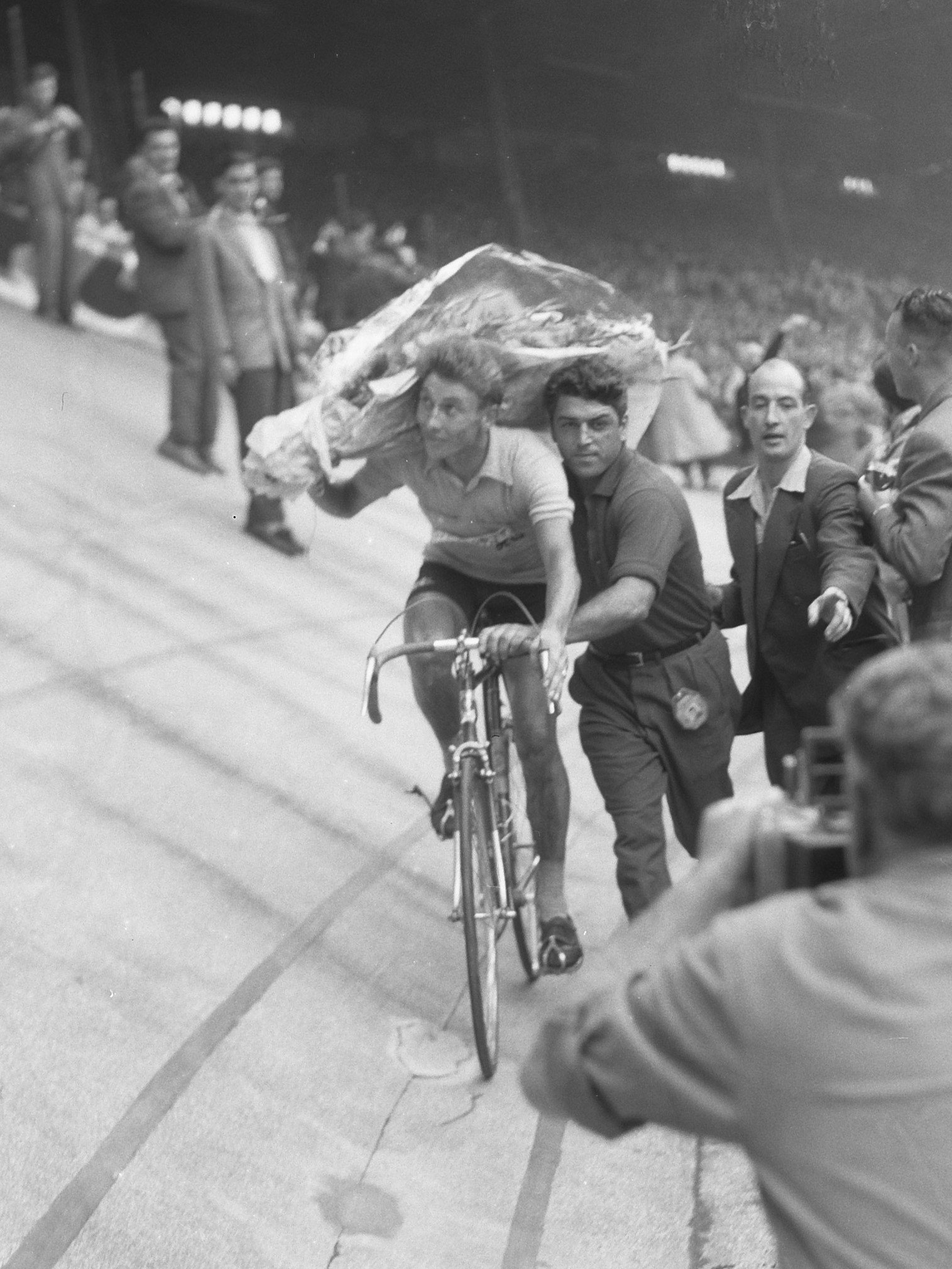
Anquetil bij aankomst in Parc des Princes, na het winnen van het eindklassement in de Ronde van Frankrijk 1957

Anquetil startte in het seizoen van 1957 met een tweede plaats in Genua-Nice, achter rivaal Louison Bobet. Even later won hij de beslissende tijdrit in Parijs-Nice en hiermee ook zijn eerste eindklassement. De Rit naar de Zon, zoals Parijs-Nice ook wel genoemd wordt, werd tot het einde van zijn carrière een van zijn favoriete wedstrijden. Hij zegevierde hier ook in 1961, 1963, 1965 en 1966. De samenstelling voor de ploeg van de Ronde van Frankrijk, die destijds met nationale ploegen werd verreden, zorgde voor een controverse tussen Bobet en Anquetil. Beide renners weigerden om met elkaar in één ploeg te rijden. Later was het Bobet die zich gewonnen gaf wegens vermoeidheid, kort daarvoor reed hij ook de Ronde van Italië. De 44e editie van deze Ronde van Frankrijk ging van start op 27 juli in Nantes. De eerste etappe waar Anquetil zegevierde was die van Caen naar zijn woonplaats, Rouen. Uit een kopgroep van de veertien overgebleven renners sprintte hij hier naar de zege. Enkele dagen later trok hij de leiderstrui aan toen de finishstreep lag in de Belgische stad Charleroi. In de achtste etappe pakte Jean Forestier de leiderstrui terug en had een voorsprong van 14 minuten op Anquetil. Op dezelfde dag gaven enkele andere kanshebbers voor de eindzege op, waaronder Charly Gaul en Federico Bahamontes. In de negende etappe was het aan Anquetil de beurt om aanwezig te zijn in de vlucht en won zodoende tien minuten terug op Forestier, tevens won Anquetil de etappe. In de tiende etappe, van Thonon-les-Bains naar Briançon, werd Anquetil opnieuw de leider in het algemeen klassement, de etappezege was voor de Italiaan Gastone Nencini. Vervolgens won Anquetil met twaalf seconden verschil ten opzichte van Forestier de tijdrit in de vijftiende etappe in Barcelona, verreden op het circuit van Montjuïc. In deze Ronde van Frankrijk kreeg hij het nog eenmaal lastig omdat Anquetil in de achttiende etappe moest lossen op de klim naar de Aubisque. In de afdaling won hij weer tijd terug waardoor hij weer kon aansluiten bij de renners vooraan. In de laatste tijdrit van deze Ronde van Frankrijk verstevigde hij zijn voorsprong met vijftien minuten op de nummer twee van het klassement, Marcel Janssens. Bij aankomst in Parijs was de voorsprong tegenover de Belg nog altijd vijftien minuten en ten opzichte van de nummer drie, Adolf Christian, bedroeg zijn voorsprong ruim zeventien minuten. De ploeg van Anquetil won het ploegenklassement en ploegmaat Forestier het puntenklassement. Door deze zege van het eindklassement werd hij, gezien de resultaten die de Ronde van Frankrijk in 1957 kende, de op-vijf-na-jongste winnaar van dit klassement.

#### Tegenvallend seizoen (1958)
In de start van het jaar 1958 won Anquetil op 1 februari een koppeltijdrit samen met André Darrigade. Even later won hij, net als in 1957, het a-gedeelte van de vijfde etappe in Parijs-Nice. Daarna wilde hij zich laten zien in de Monumenten en aantonen ook daar actief te kunnen zijn en misschien wel te winnen. Zo nam hij deel aan Milaan-San Remo en Parijs-Roubaix. In de Hel van het Noorden, zoals Parijs-Roubaix ook wel wordt genoemd, was hij onderdeel van een sterke kopgroep die korttijdig voor de finish werd bijgehaald door het peloton. In mei won hij de vierde etappe, een tijdrit, en het eindklassement in de Vierdaagse van Duinkerke in het noord gelegen deel van Frankrijk. Voorafgaand aan de Ronde van Frankrijk werd bekend dat hij in dezelfde ploeg zou gaan rijden als zijn rivaal Louison Bobet. Beide renners werden tevens gezien als mogelijke kandidaten voor de eindzege in Parijs. Opgemerkt werd dat de vorm van Anquetil tijdens de Ronde van Frankrijk minder was dan voorheen verwacht. In de achtste etappe, een tijdrit rond Châteaulin werd dit voor het eerst merkbaar. Hij moest het hier opgeven tegenover Charly Gaul. In de 21e etappe van Briançon naar Aix-les-Bains trok Anquetil ten aanval maar moest uiteindelijk zijn meerdere erkennen in de Luxemburger Gaul. Na een inzinking op weg naar de finish eindigde Anquetil als vijftiende, met een verschil van ruim twintig minuten achter Gaul. Ondanks het feit dat de volgende etappe een tijdrit bedroeg moest Anquetil opgeven nadat er longoedeem werd geconstateerd. Een maand later was hij de enige Franse renner die niet finishte op het wereldkampioenschap dat gehouden werd in eigen land. Ondanks de moeite met zijn vorm en gezondheid won hij in het najaar drie wedstrijden in het tijdrijden, zijn favoriete discipline. Dit waren de Grote Prijs Martini, Grote Landenprijs en Grote Prijs Lugano, allen binnen een maand. Desalniettemin was het zijn reputatie onder het Franse volk die het meest te lijden kreeg onder de prestaties van het jaar 1958. De verwachtingen die men had kon hij niet waarmaken.

#### Twee podia (1959)

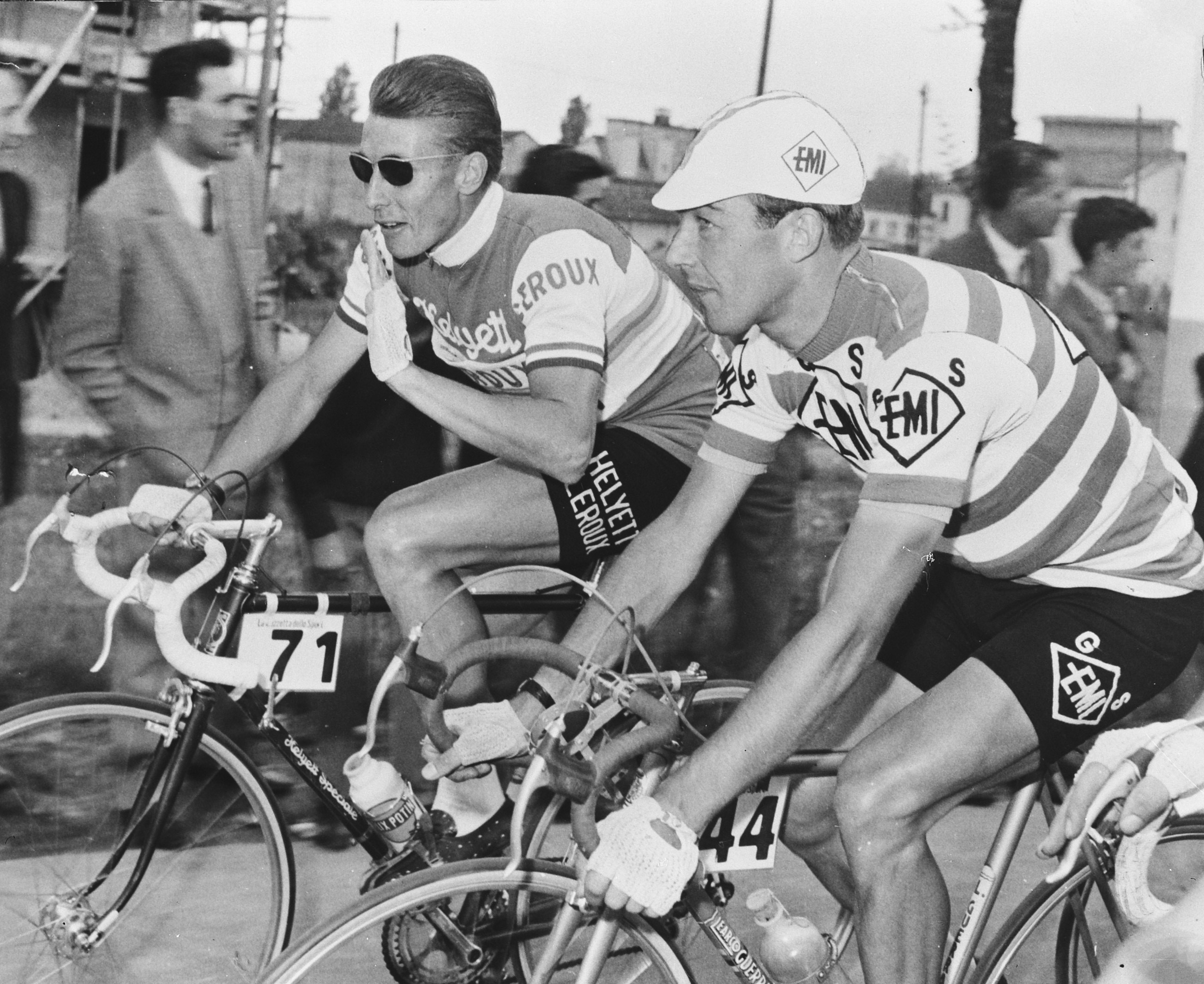
Jacques Anquetil (l) en Charly Gaul (r) bij de Ronde van Italië 1959

In het begin van 1959 werd bekend dat de grote vier samen in één ploeg zouden willen deelnemen aan de Ronde van Frankrijk van 1959. Dit zou alleen doorgang vinden indien leider van de Franse ploeg Marcel Bidot de heren sterk genoeg zou vinden voor deelname. Niet veel later na deze bekendmaking won Anquetil het a-gedeelte van de vijfde etappe in Parijs-Nice, waar hij als elfde zou eindigen in het eindklassement. Als voorbereiding op de Ronde van Italië van 1959 nam hij deel aan de Vierdaagse van Duinkerke, waar hij de vierde etappe en het eindklassement won.
Bij zijn eerste deelname aan de Ronde van Italië reed hij na de tweede etappe in de leiderstrui. Hij won de tweede etappe, een tijdrit in en rond Salsomaggiore Terme, echter moest hij de roze leiderstrui al snel afstaan aan Charly Gaul. De Luxemburger breidde zijn voorsprong uit in de zevende etappe, wederom een tijdrit, waar Anquetil als vijfde eindigde. Geruime tijd reed Gaul in de roze trui, totdat Anquetil in de afdaling van de vijftiende etappe de leiding terug nam in het algemeen klassement. In deze afdaling had Gaul last van een lekke band en gebrek aan hulp om weer verder te kunnen. Met zijn overwinning in de negentiende etappe, een tijdrit die eindigde in Susa, breidde Anquetil zijn voorsprong uit met twee minuten. In de een-na-laatste etappe zat Gaul mee in de vlucht en won zodoende de rit maar ook een hoop tijd terug op Anquetil. Gaul won genoeg tijd terug op de Fransman en won zodoende deze Ronde van Italië. Anquetil eindigde als tweede bij zijn eerste deelname in Italië.
Samen met onder andere Louison Bobet startte Anquetil eind juni in de Ronde van Frankrijk. In de eerste tijdrit van deze Ronde van Frankrijk eindigde Anquetil als derde, achter Roger Rivière en Ercole Baldini. In de dertiende etappe, die van Albi naar Aurillac ging, trok Anquetil in de aanval vanuit de kopgroep waar hij onderdeel van was. Enkele ploeggenoten verloren door deze actie veel tijd ten opzichte van andere renners in het klassement en namen zijn actie zodoende niet in dank af. Na een etappe van 219 kilometer eindigde hij als tweede achter Henry Anglade. Door dit resultaat steeg Anquetil van de twaalfde naar de zesde plek in het algemene klassement. In de bergetappes die volgden in de derde week wist Anquetil zijn concurrenten niet af te troeven en tot en met de twintigste etappe kwam hij niet verder dan een twintigste plaats in het algemene klassement. In de derde en laatste tijdrit die een dag later volgde kwam Anquetil sterk voor de dag. Echter moest hij het onderspit delven tegenover Rivière die met de etappezege aan de haal ging. Door deze tweede plaats van Anquetil klom hij naar de derde plek in het algemeen klassement. In de laatste etappe, van Dijon naar Parijs, wist hij deze plaats vast te houden. De tourzege ging uiteindelijk naar de Spanjaard Federico Bahamontes. Echter, had men zo zijn bedenkingen bij deze einduitslag. Volgens menigeen waren er renners die financiële belangen hadden bij de overwinning van Bahamontes en hadden hiervoor Anglade tijdens de Ronde van Frankrijk in de weg gezeten om Bahamontes naar de overwinning te helpen.
Na de relatief teleurstellend verlopen Ronde van Frankrijk nam Anquetil een maand later toch deel aan het wereldkampioenschap wielrennen; ondanks het feit dat hij tijdens de Ronde van Frankrijk had aangegeven hierbij afwezig te zijn.  Hier eindigde hij als negende, 22 seconden na de winnaar en tevens landgenoot André Darrigade. Later in 1959 won Anquetil nog drie wedstrijden, het Criterium der Azen, de Grote Prijs Martini en de Grote Prijs Lugano. Na zijn overwinning in de Grote Prijs Martini werd bekend dat hij in 1960 niet zou deelnemen aan de Ronde van Frankrijk. In het najaar reisde Anquetil mee naar de Republiek Opper-Volta, het huidige Burkina Faso, waar hij onder andere met Fausto Coppi en Raphaël Géminiani deelnam aan een criterium. Waar Geminiani enkel ziek werd na deze reis werd een ziekte Coppi fataal, hij liep hier malaria op wat door de doktoren te laat werd herkend om actie te kunnen ondernemen. Fausto Coppi overleed op 2 januari 1960.

#### Succes in Italië (1960)
Nog altijd rijdende voor de ploeg Helyett plaatste Anquetil zich voor het eerst op het podium in het Internationaal Wegcriterium. Deze wedstrijd werd destijds verreden op Algerijnse bodem, rond de stad Oran. Hij eindigde hier als derde, achter Jean Graczyk en Claude Colette. Na onder andere deel te hebben genomen aan Parijs-Roubaix en de Ronde van Vlaanderen, boekte hij zijn eerste zege van 1960 in de Ronde van Romandië; in het b-gedeelte van de vierde etappe won hij de tijdrit van Morges naar Nyon. De eindzege van deze wedstrijd was voor Louis Rostollan, Anquetil eindigde als achtste. Enkele dagen later volgde de start van de 43e editie van de Ronde van Italië.
Ploeggenoten in deze Giro van kopman Anquetil waren onder andere de Nederlanders Michel Stolker en Jo de Roo. In de tweede etappe, een tijdrit in Sorrento, startte Anquetil veelbelovend. Echter was de Italiaan Romeo Venturelli sneller over de rit van 25 kilometer en won deze etappe, daarnaast nam Venturelli ook de leiding over in het algemene klassement. In de zesde etappe moest Anquetil de leiderstrui afstaan aan Jos Hoevenaers, de trui die Anquetil sinds de derde etappe droeg. Een dag later werd hij negende in een tijdrit die werd verreden in de gemeente Bellaria-Igea Marina. Twee dagen later reed hij zich in de derde tijdrit van deze Ronde van Italië samen met de Spaanse Miguel Poblet naar de eerste plaats van de uitslag. Beide renners klokten een tijd van 4 minuten en 50 seconden. Anquetil bleef als tweede in het algemeen klassement achter Hoevenaers. Anquetil sloeg zijn slag in deze Ronde van Italië in de veertiende etappe, die ging van Seregno naar Lecco. Naast de etappe overwinning nam hij ook de leiding terug in het algemeen klassement. Achter de Fransman stond Gastone Nencini als tweede, met een verschil van 3 minuten en veertig seconden. Ondanks het feit dat Charly Gaul de aanval opende in de bergen en Nencini twee en een halve minuut goedmaakte op Anquetil, bleef hij aan de leiding. Zodoende nam Anquetil de volgende dag het roze mee naar het einde van de 21e etappe die finishte in Milaan. Anquetil was de eerste Fransman die de Ronde van Italië won en de vierde niet-Italiaanse renner die eindwinnaar werd van deze wedstrijd. Al snel na deze belangrijke overwinning maakte hij kenbaar niet deel te nemen aan de Ronde van Frankrijk van hetzelfde jaar, als reden hiervoor gaf hij vermoeidheid op. Eveneens in 1960 won hij de derde editie van de Grote Prijs Forlì, een tijdrit die werd verreden in Forlì. Daarnaast eindigde hij als negende op het wereldkampioenschap, dat dit jaar werd verreden in Chemnitz. In het najaar won hij de Grote Prijs Lugano voor de vijfde keer en het Criterium der Azen voor de tweede maal.

#### Alle dagen in het geel (1961)
Eind mei van 1961 startte de Ronde van Italië van dat jaar, in de aanloop hiernaartoe behaalde Anquetil meerdere zeges. Zo won hij in Parijs-Nice het a-gedeelte van de zesde etappe, wat een tijdrit betrof, en het eindklassement. Niet veel later zegevierde hij in het Internationaal Wegcriterium en de Grote Prijs Forlì. Zijn laatste zege voor de start van de Ronde van Italië was in de Ronde van Romandië, hier won hij het b-gedeelte van de tweede etappe.
Voor de eindzege van de Ronde van Italië waren Federico Bahamontes en Charly Gaul de belangrijkste concurrenten van Anquetil. De negende etappe won hij, een tijdrit van Tarente naar Bari, en nam de volgende dag de roze leiderstrui over van Guillaume Van Tongerloo. Door zijn focus op Gaul en Bahamontes verloor Anquetil Arnaldo Pambianco uit het oog. Pambianco nam zodoende de leiderstrui van Anquetil over. Nadat de twintigste etappe, ook wel de Koninginnenrit, werd ingekort vanwege sneeuwval was Pambianco zeker van de eindzege.

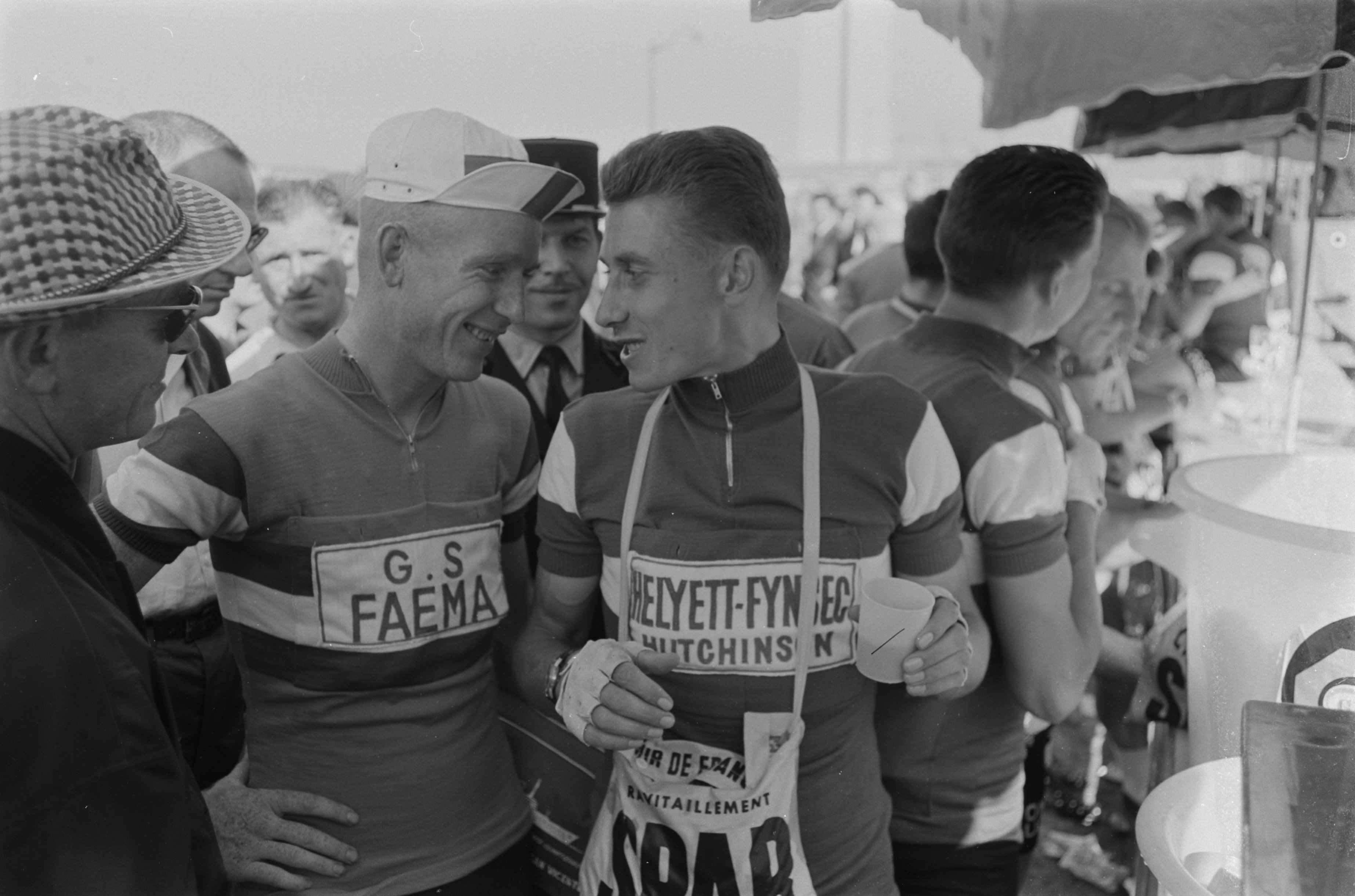
Piet van Est (links) met Jacques Anquetil in gesprek, Ronde van Frankrijk 1961

Nadat hij de tweede etappe en het eindklassement won in een wedstrijd rond het Franse Caen startte Anquetil aan de Ronde van Frankrijk met één doel. Dat doel hield in dat hij de gele leiderstrui wilde dragen vanaf dag één tot en met de laatste dag van deze 48e editie van de Ronde van Frankrijk. Hij verzamelde een sterke ploeg om zich heen en bereidde alles goed voor, tevens startte deze Ronde van Frankrijk in zijn woonplaats Rouen. Het a-gedeelte van de eerste etappe werd gewonnen door vriend en ploeggenoot André Darrigade en werd leider in het algemeen klassement, Anquetil wist tegelijkertijd een ruime voorsprong te behalen op zijn concurrenten voor de eindzege. Aangezien een a- en b-gedeelte altijd op dezelfde dag werden verreden, volgde het b-gedeelte in de namiddag. Dit was een tijdrit rond Versailles die hij won met een verschil van twee-en-een-halve minuut op de nummer twee, Albert Bouvet. Vanaf dat moment trad Anquetil in de verdedigende rol, wat normaliter niet zijn persoonlijke rijstijl is. Zijn gele trui kwam maar één keer in gevaar, dit was in de zevende etappe van Belfort naar Chalon-sur-Saône. In deze etappe ontstond een kopgroep die zeventien minuten voorsprong had op het peloton, Anquetil startte met zijn demonstratie en ging aan kop rijden van het peloton. Hij verhoogde de snelheid en vele renners konden hem amper bijhouden. Door zijn krachtsinspanning wist hij de groep op een degelijke afstand te krijgen en behield zijn leiderstrui. Tot slot won hij ook de tweede tijdrit van deze Ronde van Frankrijk, deze werd verreden in de negentiende etappe. Tijdens deze Ronde van Frankrijk kreeg Anquetil veel kritiek over zijn verdedigende stijl; tourdirecteur Jacques Goddet liet zich hier meermaals over uit. Voor Anquetil was het belangrijkste dat hij zijn doel had behaald, hij droeg de gele trui van het begin tot het eind. Later in het jaar won hij de Grote Landenprijs voor de zevende keer en de Grote Prijs Lugano voor de zesde keer, in beide wedstrijden zette hij een recordtijd neer. Op het wereldkampioenschap en in de Ronde van Lombardije kon hij zich niet laten zien hij eindigde respectievelijk als dertiende en als zeventiende. Dit seizoen won hij voor het eerst in zijn carrière de Super Prestige Pernod, een regelmatigheidscriterium waar onder andere de Ronde van Romandië, de Ronde van Frankrijk en de Grote Landenprijs bij meetelde.

#### Concurrentie van Altig (1962)
In de start van het jaar 1962 was er onenigheid tussen Anquetil en de ploegleiding van Helyett-Saint-Raphaël, de naam van de ploeg werd dat jaar in gebruik genomen. Anquetil wenste dat Raphaël Géminiani vervangen zou worden door Piet Wiegant, de ploegleider die eerder was afgezet vanwege tegenvallende resultaten. Nadat het merendeel van de renners koos voor Géminiani was hij degene die de ploeg onder zijn leiding had. Anquetil behaalde zijn eerste overwinning van 1962 in de Ronde van de Var, hier won hij de derde etappe. Anquetil sprak zijn wens uit dat hij de Ronde van Spanje en de Ronde van Frankrijk in één seizoen wilde winnen. Rudi Altig, een jonge Duitse renner die net nieuw was aangetrokken bij de ploeg zou samen met Anquetil voor het spektakel moeten zorgen in de Ronde van Spanje. De eerste etappes liepen volgens plan, na de tweede etappe trok Altig de leiderstrui aan, later kwam Seamus Elliott geruime tijd aan de leiding van het klassement. De Ier Elliott was eveneens ploegmaat van Altig en Anquetil. Ploegleider Géminiani probeerde Anquetil ervan te overtuigen om in de vijftiende etappe de leiderstrui over te nemen van Altig. Echter was Altig één seconde sneller dan de Fransman en bleef zodoende aan de leiding. Anquetil kon er niet mee omgaan dat hij op deze manier in een tijdrit was verslagen door zijn jongere ploeggenoot Altig. Ondanks zijn tweede plek in het eindklassement besloot hij om niet meer deel te nemen aan de zeventiende, en tevens laatste, etappe. Altig won deze zeventiende editie van de Ronde van Spanje met een verschil van ruim zeven minuten op de nummer twee, José Perez-Frances. Deze overwinning van Altig zorgde voor een ruzie tussen beide heren in de nasleep van deze Ronde van Spanje.
Voor Anquetil bleef het een lastig gegeven dat Altig meer in de schijnwerpers kwam te staan en besloot orde op zake te stellen met ploegleider Géminiani; hij wilde zijn steun en als kopman van de ploeg aantreden in de 49e editie van de Ronde van Frankrijk. Deze steun kreeg hij dan ook en na een twaalfde plaats in het Critérium du Dauphiné werd besloten dat Anquetil ging deelnemen aan de Ronde van Frankrijk. In tegenstelling tot de vorige edities waar hij aan deelnam, ging hij ditmaal defensiever rijden. Hij stuurde zijn ploeggenoten naar voren en wachtte af. Ook probeerde hij te profiteren van de fouten van zijn concurrenten, of als zij de strijd moesten staken. Hij won het b-gedeelte van de achtste etappe, een tijdrit van Luçon naar La Rochelle. Eenmaal de bergen over sloeg hij daadwerkelijk toe in de beslissende tijdrit, twee dagen voor het einde van deze editie. De tijdrit, die van Bourgoin naar Lyon ging, won hij met een verschil van maar liefst drie minuten tegenover de Italiaan Ercole Baldini. Hierdoor nam Anquetil de leiderstrui over van de Belg Jef Planckaert en stond deze niet meer af. Na een wedstrijd van ruim drie weken had Anquetil een tijdsverschil van vijf minuten ten opzichte van Planckaert en ruim tien minuten tegenover de debuterende Raymond Poulidor. Door deze derde zege in de Ronde van Frankrijk evenaarde Anquetil het record van Philippe Thys en Louison Bobet.
In het najaar van 1962 won hij de Boucles de l'Aulne die werd verreden rond Châteaulin en zegevierde hij samen met Rudi Altig in de Trofeo Baracchi. In deze wedstrijd die werd verreden als koppeltijdrit had Anquetil het onaangenaam zwaar. De Duitser Altig reed te snel voor Anquetil en kon de Duitser amper bijhouden. Ondanks een val van Anquetil kwamen beide heren toch als snelste over de finish. Na zes eerdere deelnames was dit de eerste keer dat Anquetil zegevierde in deze wedstrijd.

#### ZegesTourenVuelta(1963)

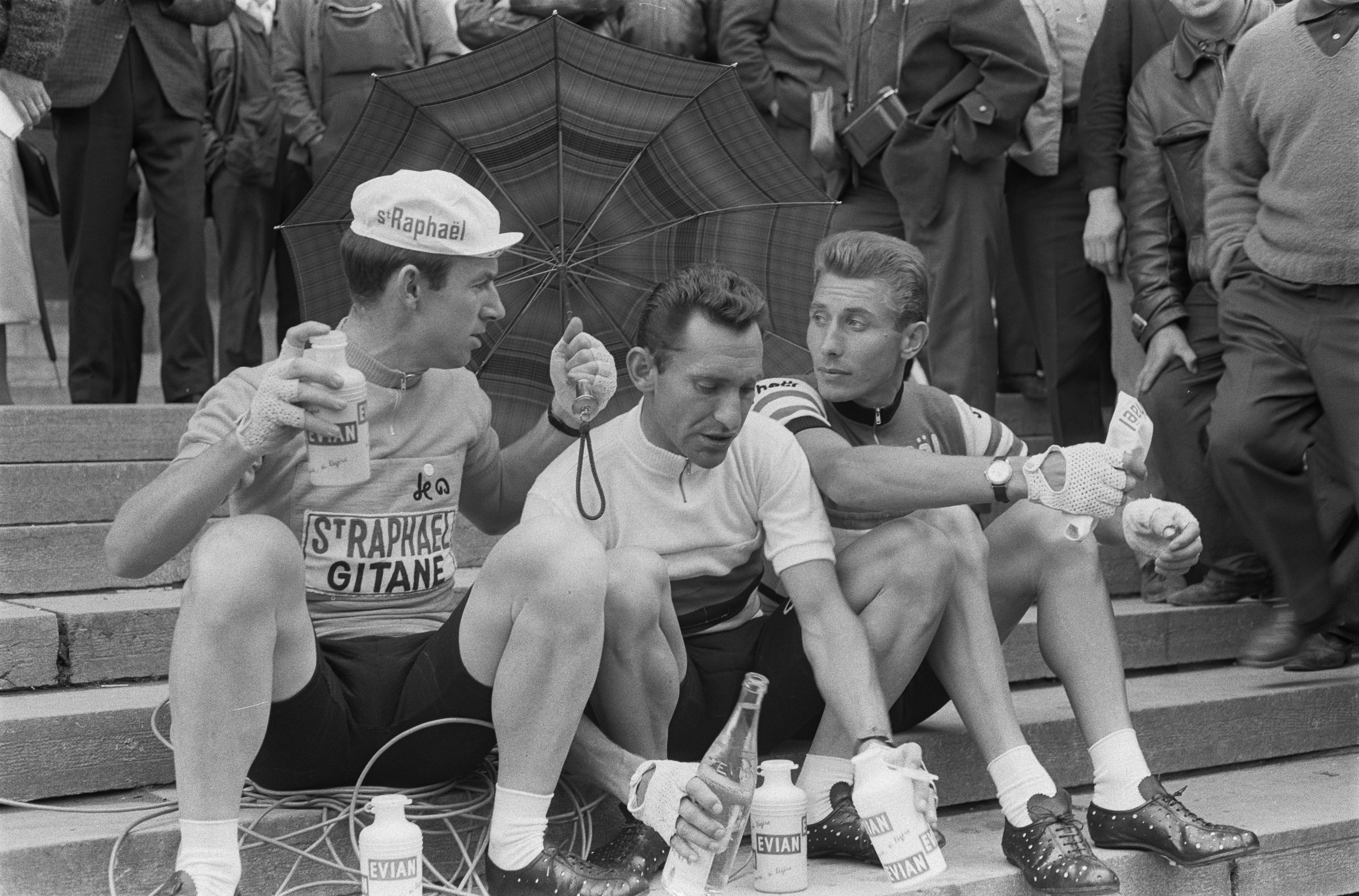
V.l.n.r. Seamus Elliott, Jean Stablinski en Jacques Anquetil, Ronde van Frankrijk 1963

Met zeges in de Franse wedstrijden Parijs-Nice, het Internationaal Wegcritérium en de Ronde van de Var kende hij een goed voorjaar. Begin mei startte hij voor de tweede keer in zijn carrière in de Ronde van Spanje. Inmiddels was de naam van de ploeg waar hij voor reed gewijzigd naar Saint-Raphaël-Gitane. In het b-gedeelte van de tweede etappe van deze achttiende editie van de Vuelta, zoals deze wedstrijd ook wel bekend staat, haalde Anquetil zijn eerste en enige etappezege van deze wedstrijd. Hij won de tijdrit van Mieres naar Gijón. Door zijn prestatie in deze tijdrit had hij gelijk een voorsprong op zijn concurrenten voor de eindzege. De rest van deze wedstrijd wist Anquetil te controleren en stond zodoende de leiderstrui niet meer af tot in Madrid. In het b-gedeelte van de twaalfde etappe eindigde hij als tweede op zijn favoriete onderdeel, het tijdrijden. Vanwege een voedselvergiftiging kon hij niet volledig gebruik maken van zijn krachten, de Spanjaard Miguel Pacheco won deze tijdrit. Echter mocht dat voor Anquetil de pret niet drukken, zijn ploeg won meerdere etappes en hij won voor het eerst het eindklassement van de Ronde van Spanje. Door deze prestatie was hij de eerste wielrenner in de geschiedenis die alle drie de Grote Rondes op zijn naam schreef.
Een aantal weken na zijn triomf in Spanje won hij de tijdrit en het eindklassement in het Critérium du Dauphiné; tijdens deze wedstrijd had hij echter last van lintwormen in zijn lichaam. Nog altijd last van zijn gezondheid maakte Anquetil op advies van zijn dokter kort hierna kenbaar niet deel te nemen aan de Ronde van Frankrijk. Mede onder druk gezet door zijn ploegleider en de vele brieven die hij van fans ontving besloot hij om toch deel te nemen aan de Ronde van Frankrijk. De organisatoren van deze wedstrijd besloten op hun beurt om deze lastiger te maken dan voorheen, met name voor Anquetil. Tijdritten werden korter en er werden meerdere aankomsten boven op een berg onderdeel van het parcours. Ondanks dat won Anquetil de tijdrit in Angers en enkele dagen later een van zijn eerste aankomsten bergop. Hij versloeg hier in een sprint de Spanjaarden Federico Bahamontes en José Pérez Francés en zijn landgenoot en rivaal Raymond Poulidor. In de vijftiende etappe barstte de strijd los tussen Bahamontes, Poulidor en Anquetil. Bahamontes won de vijftiende etappe en had in het algemeen klassement een verschil van drie seconden ten opzichte van Anquetil. De Spanjaard nam de volgende dag ook de leiderstrui over van de Belg Gilbert Desmet. In de zeventiende etappe, een bergetappe van Val d'Isère naar Chamonix, was het de beurt aan Anquetil om zich te laten zien. Poulidor besloot om in de aanval te gaan, hij had echter last van de wind en werd zodoende teruggepakt door het peloton en verloor uiteindelijk acht minuten ten opzichte van Anquetil. Voor de etappezege was Anquetil met één enkele seconde te snel voor Bahamontes. Het verschil in het algemene klassement was voorafgaand aan deze etappe drie seconden tussen beide renners. Anquetil nam toch de leiderstrui over van Bahamontes, doordat Anquetil de etappe won kreeg hij ook extra bonificatieseconden die ervoor zorgden dat hij de gele trui overnam van Bahamontes. Voor aankomst in Parijs won Anquetil ook nog de negentiende etappe, een tijdrit van Arbois naar Besançon. Eenmaal aangekomen in de Franse hoofdstad had hij een voorsprong van drie minuten en 35 seconden op Bahamontes. In tegenstelling tot voorgaande jaren ontving Anquetil ditmaal luid applaus bij het binnenrijden van het Parc des Princes. Door deze zege vestigde hij een nieuw record, hij was de eerste wielrenner die viermaal de Ronde van Frankrijk won. Daarnaast was hij ook de eerste wielrenner die de Ronde van Frankrijk en die van Spanje in één kalenderjaar won.
Na zijn eindzege van het algemene klassement in de Ronde van Frankrijk won hij nog het Circuit d'Auvergne en het Criterium der Azen. Bij elkaar opgeteld behaalde hij in totaal 13 zeges dit seizoen, hij was de enige renner die dit jaar zoveel professionele zeges boekte. Ook won hij voor de tweede keer in zijn carrière het eindklassement van de Super Prestige Pernod.

#### Tweede dubbel (1964)
In het voorjaar van 1964 won hij de wielerklassieker Gent-Wevelgem, dit was één van zijn weinige zeges op Belgische bodem. Met nog een zege op zak in de eerste etappe van het Internationaal Wegcriterium ging hij van start in de Ronde van Italië. In deze wedstrijd won hij de vijfde etappe, een tijdrit van Parma Baganzola naar Busseto. De voorsprong die hij op dat moment had vergaard behield hij tot het eind van deze wedstrijd, ondanks vele aanvallen van Italiaanse renners. Het was de tweede keer in zijn carrière dat hij zegevierde in de Ronde van Italië, ook wel bekend als de Giro.

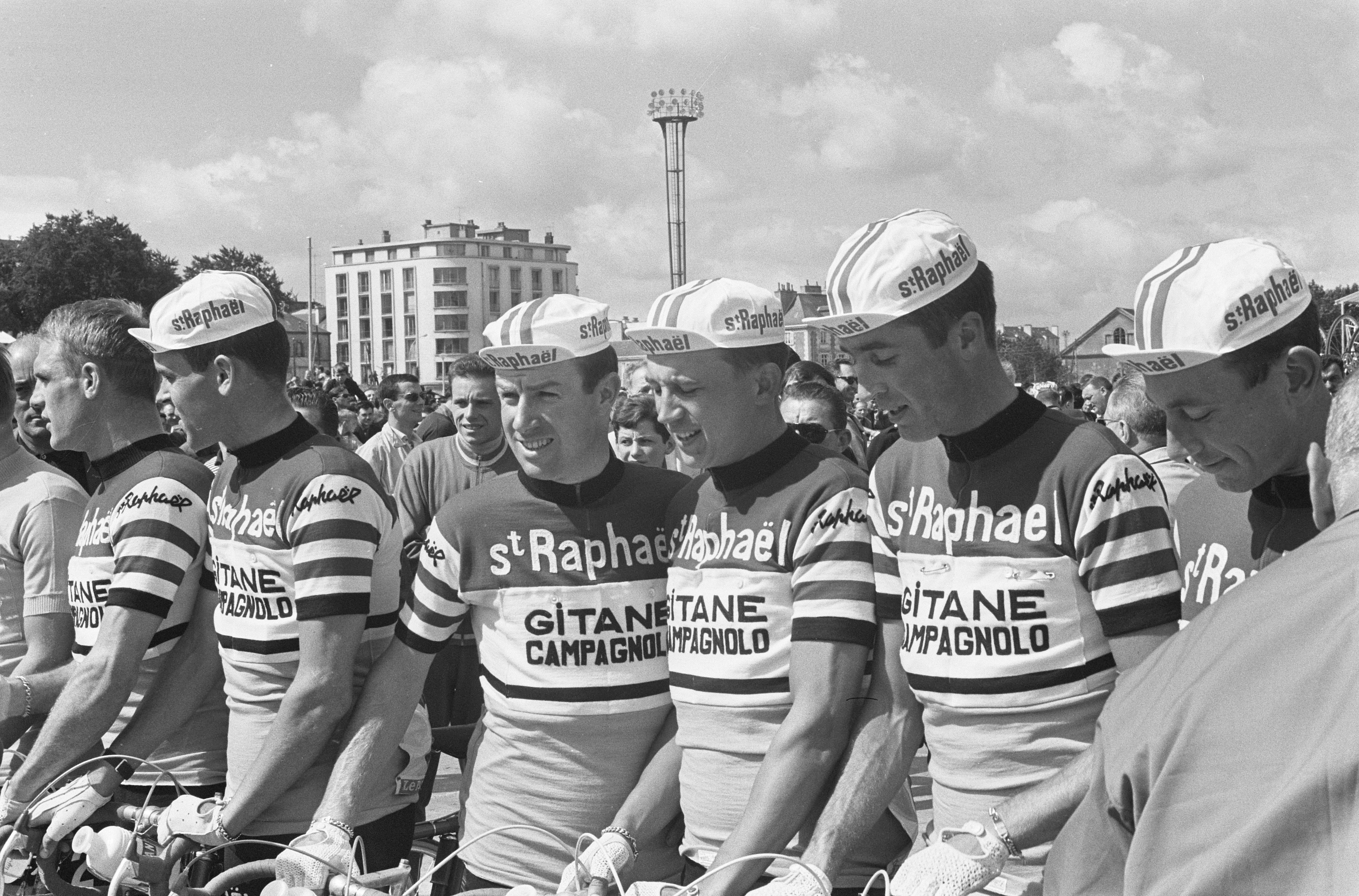
De ploeg van St. Raphael-Gitane die in 1964 met Anquetil de Ronde van Frankrijk won. Anquetil staat links met enkel zijn linkerarm in beeld. V.l.n.r. Altig, de Roo, Elliott, Everaert, Geldermans en Lebaube

Twee weken later was de start van de Ronde van Frankrijk, hier verscheen Anquetil moe en vermagerd. Deze 51e editie van de Ronde van Frankrijk zou ontaarden in een van de grootste duels in het wielrennen, deze vond plaats tussen Anquetil en Raymond Poulidor. Anquetil behaalde zijn eerste succes in deze Ronde van Frankrijk in de negende etappe dit was, mede vanwege de hitte en het parcours, een zware etappe van Briançon naar Monaco. De volgende dag won hij in de tiende etappe het b-gedeelte, dit was een tijdrit van Hyères naar Toulon. In de veertiende etappe was Poulidor sterker dan Anquetil tijdens de beklimming van de Col d'Envalira en hier verloor Anquetil dan ook vier minuten. In de afdaling kwam Anquetil beter naar voren, hij achterhaalde de kopgroep waar Poulidor onderdeel van was. Poulidor verloor uiteindelijk twee minuten vanwege materiaalpech. De derde tijdrit van deze wedstrijd was in de zeventiende etappe en ging van Peyrehorade naar Bayonne. Anquetil won deze etappe met een verschil van 37 seconden ten opzichte van Poulidor. In de twintigste etappe barstte de strijd los tussen beide Fransmannen op de Puy de Dôme. Deze strijd tussen beide renners wordt hedendaags beschouwt als een van de meest gememoreerde duels van de wielergeschiedenis. Drie kilometer reed het tweetal samen de berg op, Anquetil deed zich sterker voor dan hoe hij zich echt voelde. Poulidor paste op zijn beurt verschillende tempoversnellingen toe. Met nog één kilometer te gaan tot de top was het Poulidor die de sterkste was van de twee, het tijdsverschil bij de finish bedroeg 42 seconden. De rit werd gewonnen door de Spanjaard Julio Jiménez. Twee dagen later werd de vierde tijdrit verreden, dit was tevens de laatste etappe van deze wedstrijd, het b-gedeelte van de 22e rit. Deze werd verreden van Versailles naar Parijs. Ondanks een overwinning van Anquetil bleef het verschil in het eindklassement tussen Poulidor en Anquetil bij 55 seconden. Beide smaakmakers van deze editie van de Ronde van Frankrijk reden samen een ereronde in het Parc des Princes. Door deze eindzege in de Ronde van Frankrijk was Anquetil de eerste wielrenner in de geschiedenis die vijfmaal deze wedstrijd won.

#### Nieuwe uitdaging (1965)

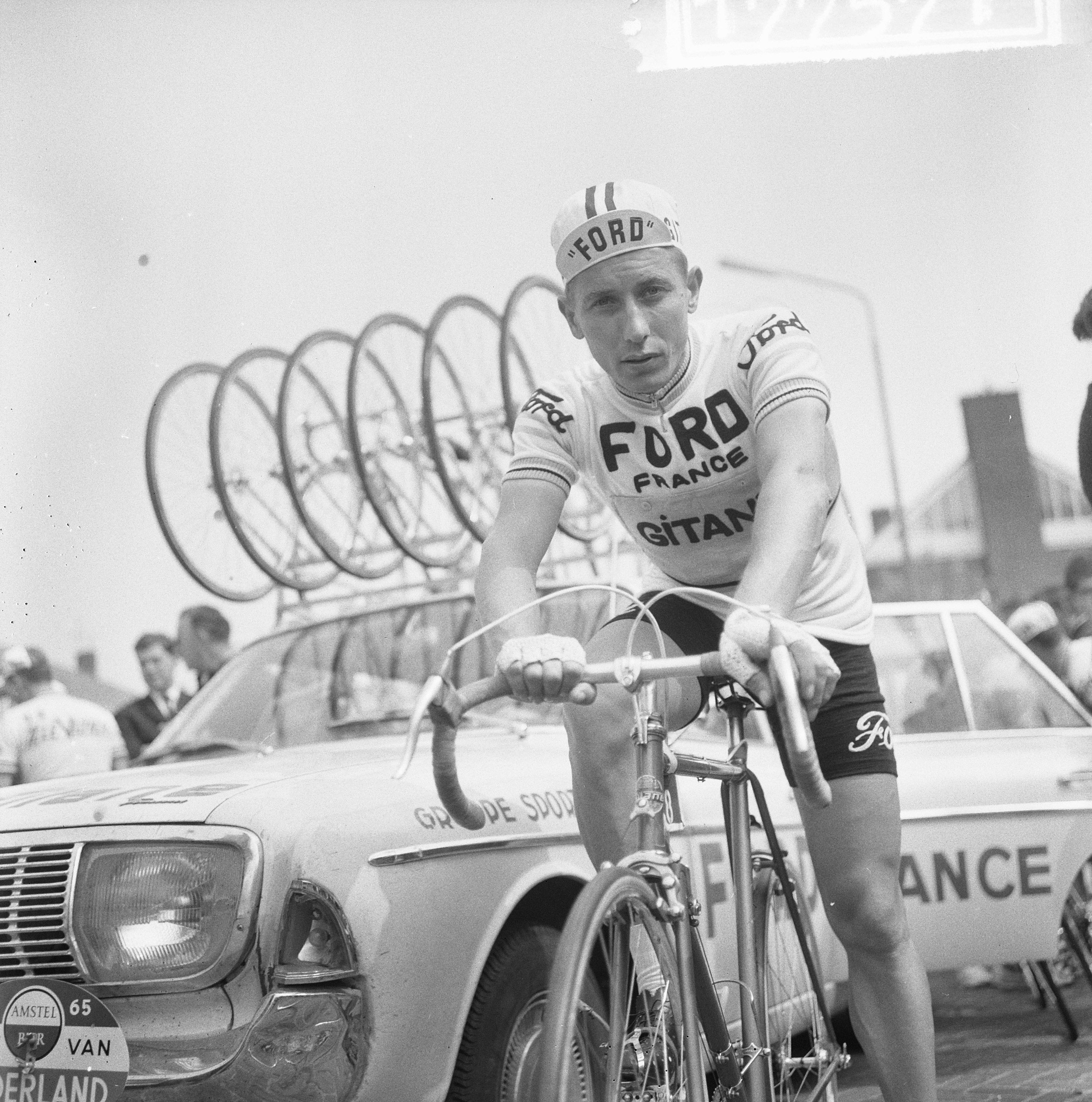
Jacques Anquetil bij de start van de Ronde van Nederland, te Amstelveen, 1965

Anquetil boekte zijn eerste zeges van 1965 in Parijs-Nice. Binnen een maand tijd zegevierde hij ook in het Internationaal Wegcriterium en Mont Faron. Halverwege mei nam hij deel aan de Ronde van Nederland, dit was zijn enige deelname aan deze wedstrijd op Nederlandse bodem. Hij eindigde hier als achtste in het eindklassement, met een verschil van bijna drie minuten ten opzichte van  de winnaar Jan Janssen.
In het begin van 1965 wist Raphaël Géminiani Anquetil over te halen om aan een nieuw avontuur deel te nemen. Voor de fans, het geld en de roem. Het Critérium du Dauphiné, een meerdaagse wielerwedstrijd die bestond uit zeven etappes, zou amper 9 uur voor de start van Bordeaux-Parijs eindigen. Voor Géminiani zag dit eruit als een uitdaging die alleen Anquetil zou kunnen volbrengen. Dit hield in dat Anquetil direct na de finish van het Critérium du Dauphiné, die in Avignon was, op reis zou moeten naar Bordeaux. Eenmaal overgehaald door zijn vrouw Janine en ploegleider Géminiani besloot Anquetil deze uitdaging aan te gaan. Dit deed hij met één doel; beide wedstrijden winnen. In het Critérium du Dauphiné startte hij met zeges in de derde en vijfde etappe. Echter, hij had het zwaar mede omdat rivaal Raymond Poulidor er alles deed aan om het Anquetil lastig te maken. Het b-gedeelte van de zevende etappe, een tijdrit van Saint-Marcellin naar Romans, won Anquetil met 13 seconden verschil ten opzichte van Poulidor. De strijd om de eindzege van deze wedstrijd was nu dan echt beslist in het voordeel van Anquetil. Anquetil won deze wedstrijd, voor Poulidor en de Duitser Karl-Heinz Kunde. De laatste etappe finishte om 17:00 in Avignon, Anquetil moest om 1:30 in de nacht verschijnen aan de start in Bordeaux. Eenmaal aangekomen op het vliegveld van Nîmes stond daar een vliegtuig klaar dat Anquetil en zijn begeleiders naar Bordeaux bracht. Dit vliegtuig zou zijn uitgeleend aan Anquetil door de Franse president destijds, Charles De Gaulle. Gearriveerd in Bordeaux konden Anquetil en zijn begeleiders zich prepareren voor de wedstrijd, toen de wedstrijd van start ging had Anquetil amper slaap gevat. Ondanks de vermoeidheid en pijn ging hij met tien andere renners van start. De eerste 257 kilometer reden de renners zelfstandig, de laatste 300 kilometer kwamen er een derny's bij die de renners ging begeleiden. Met 557 kilometer in totaal is de wedstrijd Bordeaux-Parijs de langste wielerwedstrijd voor beroepsrenners die ooit is verreden. Na 257 kilometer te hebben gereden hielden de renners een korte pauze. Na deze pauze maakte Anquetil de beslissing om de race niet meer te vervolgen, hij was te moe en alles was hem te veel geworden. Zodra Géminiani dit meekreeg werd hij woedend op Anquetil, uiteindelijk werd Anquetil door Jean Stablinski overgehaald om toch verder te gaan. De gangmaker van Anquetil bracht hem terug in de wedstrijd en hij werd
niet veel later opgeschrikt door een aanval van François Mahé. Na een demarrage van Tom Simpson te hebben bijgehaald merkte Anquetil dat hij zich weer beter ging voelen. Eenmaal op de top aangekomen van de Côte de Picardie, nabij Versailles, zag Anquetil dat hij een voorsprong had ten opzichte van zijn achtervolgers, deze wist hij in de afdaling te vergroten. Aangekomen in het Parc des Princes wachtte hem een warm onthaal en een voorsprong 57 seconden, Stablinski eindigde als tweede. Anquetil had iets bewerkstelligd wat door velen als onmogelijk werd geacht. Hij had binnen 24 uur twee grote wielerwedstrijden gewonnen, dit zorgde ervoor dat het publiek Anquetil meer ging adoreren dan voorheen.
Na zijn prestatie aan het eind van de maand mei won Anquetil in 1965 nog vier van de grootste tijdritten van de wielerkalender. Dit waren de GP Forli en de Trofeo Baracchi op Italiaanse bodem en de Grote Landenprijs en de GP Lugano in respectievelijk Frankrijk en Zwitserland. Door zijn vele zeges won hij voor de derde maal in zijn carrière het eindklassement van de Super Prestige Pernod.

#### Succes in België (1966)

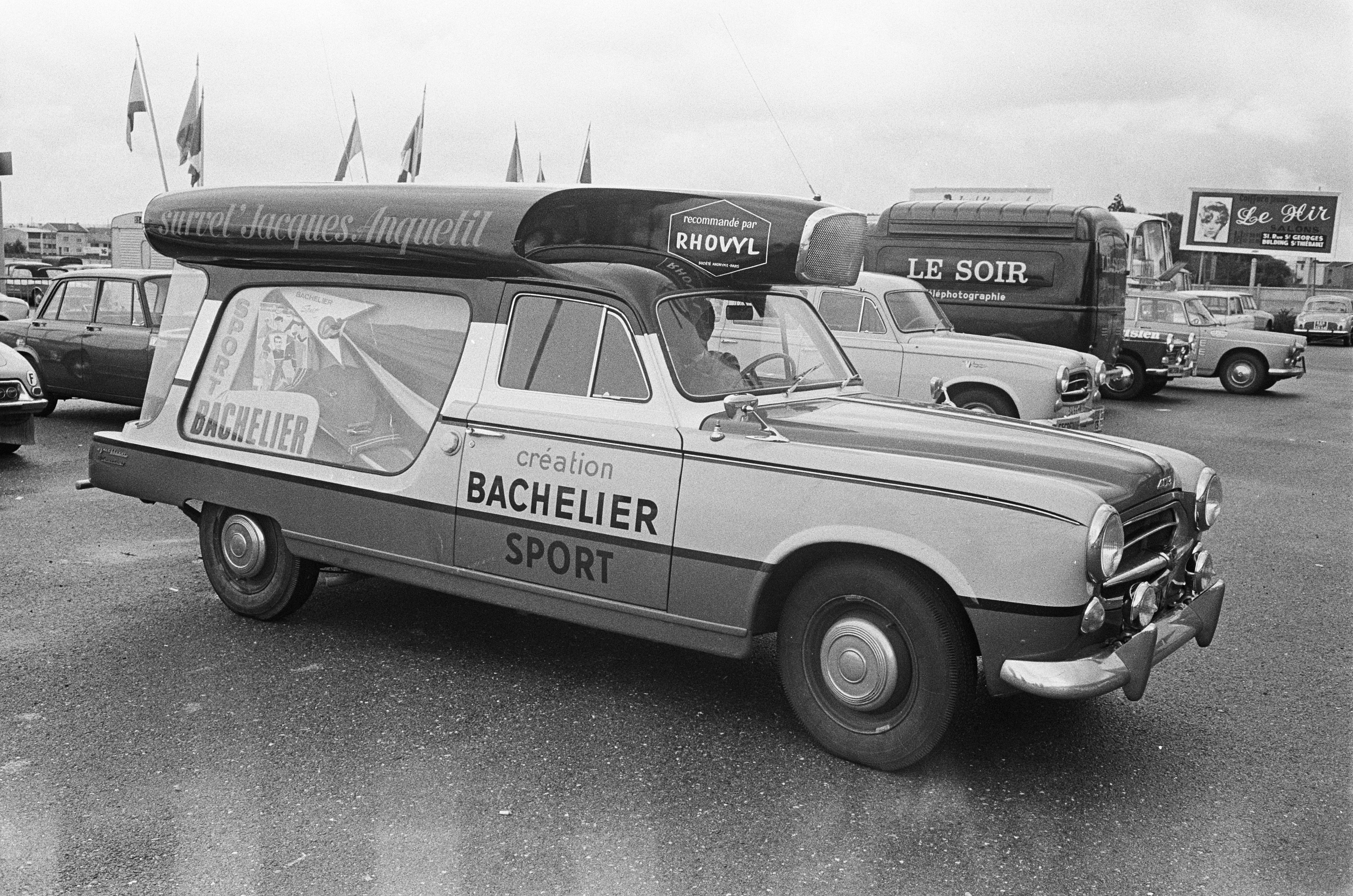
Auto die voor Anquetil was bestemd in de Ronde van Frankrijk 1966. Op het uitstekende gedeelte bovenop wordt Anquetil benoemd.

Voorafgaand aan zijn geliefde wedstrijd Parijs-Nice nam Anquetil deel aan de Ronde van Sardinië. Zonder etappe overwinningen wist hij, als tweede Franse renner in de geschiedenis, het eindklassement naar zijn hand te zetten. De Italiaan Graziano Battistini eindigde als tweede. Tevens startte Anquetil enkele dagen later in de Rit naar de zon, Parijs-Nice. Wederom kreeg hij hier te maken met rivaal Poulidor, die in de tijdrit van het b-gedeelte in de zesde etappe sneller was dan Anquetil. Anquetil won de achtste etappe en het eindklassement voor de vijfde maal in zijn carrière. In de Belgische voorjaarskoersen die volgden eindigde hij ver buiten het podium. In Gent-Wevelgem als 23e en in de Waalse Pijl kwam hij als 13e over de eindstreep. Desondanks koesterde hij de wens om een van de grote Belgische eendagskoersen op zijn naam te schrijven. De eerste keer dat hem dit lukte was in 1964, toen hij Gent-Wevelgem won. Luik-Bastenaken-Luik van 1966 was zijn laatste kans voor het seizoen in de voorjaarsklassiekers, hier had hij dan ook zijn zinnen op gezet. Er ontstond een kopgroep die door Anquetil niet als sterk genoeg werd geacht voor de eindzege. Hij ging met Felice Gimondi, Eddy Merckx en Gianni Motta in de achtervolging. Op de Côte de la Bouquette ging Anquetil in de aanval en hij merkte al snel dat de andere renners hem niet konden volgen. Nadat hij ook de kopgroep had ingehaald kon hij zijn tijdritkwaliteiten naar boven halen. De andere renners konden hem niet meer bij halen, zodoende zegevierde hij in een van de grootste eendagswedstrijden van de wielerkalender.
Na zijn belangrijke zege op Belgische bodem nam hij op 32-jarige deel aan de 49e editie van de Ronde van Italië. Ondanks drie podiumplaatsen wist hij in deze editie geen etappes te winnen. Na een wedstrijd van 22 etappes eindigde Anquetil als derde achter eindwinnaar Motta en nummer twee Italo Zilioli. Amper twee weken later startte hij in de Ronde van Frankrijk, ook hier behaalde hij geen etappezeges. Op zijn favoriete onderdeel, de tijdrit, eindigde hij als tweede achter Poulidor. Daarentegen wist hij wel ploeggenoot Lucien Aimar in een zetel te helpen naar de eindzege van deze Ronde van Frankijk. Tijdens de negentiende etappe van deze editie stapte Anquetil af uit de wedstrijd. Dit was de laatste keer dat hij deelnam aan de Ronde van Frankrijk, van de achtmaal dat hij deelnam sloot hij er vijf winnend af.
Ondanks zijn tegenvallende prestaties in Grote Rondes dit jaar, eindigde hij als tweede op het wereldkampioenschap wielrennen. Lang was hij op koers om het in de sprint uit te vechten met Poulidor, echter was het Rudi Altig die de Franse renners korttijdig voor de finish voorbijstreefde. Bij de medaillehuldiging was Anquetil niet meer aanwezig, naar zijn mening was de huldiging niet nuttig en zodoende vertrok hij. Bij zijn eerste deelname aan de Ronde van Catalonië won hij het b-gedeelte van de zesde etappe en eindigde achter Arie den Hartog als tweede in het eindklassement. Zijn laatste overwinning van het jaar was in de Grote Landenprijs. Hier nam hij voor de negende keer aan deel, net als de acht voorgaande edities won hij deze. Dit was zijn laatste deelname aan deze wedstrijd die werd verreden als tijdrit.

#### Werelduurrecord (1967)
Na zijn jaren aan de top van de wereld in het wielrencircuit was het seizoen van 1967 er een die tegenviel, dan wel gezien kan worden als een omkeerpunt in de carrière van Anquetil.
Medio januari maakte Anquetil bekend dat hij in 1967 niet zou deelnemen aan de Ronde van Frankrijk van dat jaar. Tevens gaf hij aan eventueel het werelduurrecord wederom te willen aanvallen, dat voor geruime tijd in handen was van Roger Rivière.
Eind maart won hij het Internationaal Wegcriterium voor de vierde maal in zijn carrière. In het voorjaarsseizoen nam hij op Nederlandse bodem deel aan de Amstel Gold Race van dat jaar, hier finishte hij als onderdeel van het peloton dat binnenkwam op ruim twee minuten na de winnaar. In mei nam hij deel aan de Ronde van Italië, terwijl hij eveneens in januari had aangegeven ook hier niet aan deel te nemen. Geruime tijd bleven de favorieten voor de eindzege dicht bij elkaar. In de twintigste etappe, die van Cortina d'Ampezzo naar Trente ging, nam Anquetil de leiderstrui over van Silvano Schiavon. De dag erna in de voorlaatste etappe waren er meerdere aanvallen van de concurrenten van Anquetil, uiteindelijk was Felice Gimondi de renner die het sterkste bleek. Gimondi nam de leiderstrui over en had een voorsprong van vier minuten ten opzichte van Anquetil. In 2012 werd bevestigd door de koersdirecteur Giovanni Michelotti dat Gimondi mee werd genomen in de auto van de assistent van Michelotti en op deze manier zijn voorsprong gemakkelijker kon uitbreiden. Ondanks de mentale moeilijkheden waar Anquetil mee kampte na de Ronde van Italië won hij twee maanden later de eerste, en tevens enige, editie van Circuit de la Fôret de la Joux, niet veel later won hij de Ronde van Catalonië. Dit was ook zijn laatste professionele zege van het seizoen. Samen met Bernard Guyot eindigde hij op een tweede plek bij de Trofeo Baracchi.

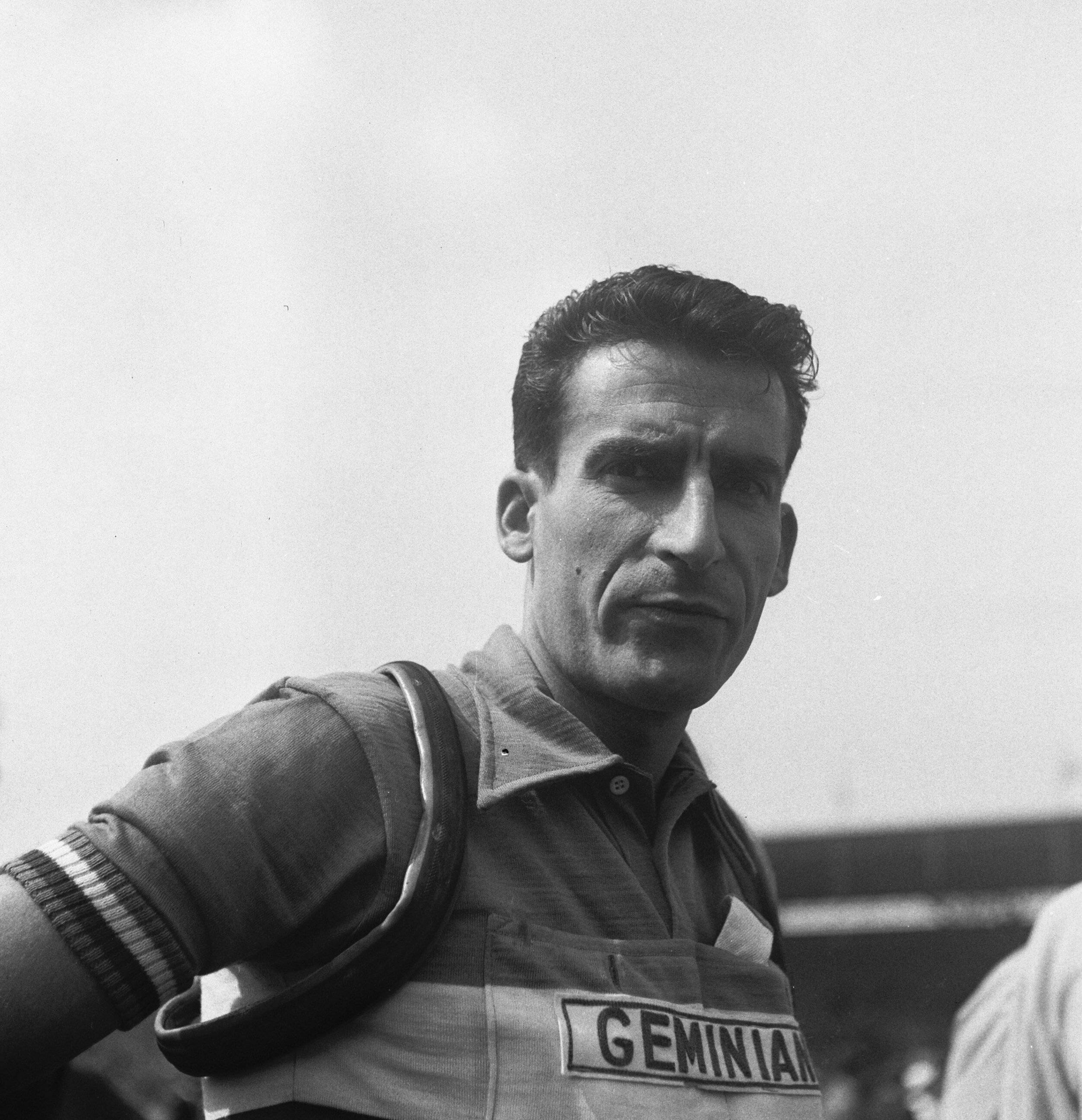
Raphaël Géminiani in 1952. Na zijn carrière zou hij zich veel bezighouden met de carrière en successen van Anquetil.

Gezien de moeilijkheden die Anquetil en zijn ploegleider Géminiani in 1967 ervaarde zag Géminiani kansen om Anquetil wederom geliefd te laten worden door het publiek. Hier moest hij de 33-jarige wielrenner enigszins voor onder druk zetten. Géminiani opperde aan Anquetil om wederom het werelduurrecord te gaan verbreken. Anquetil wilde dit plan enkel op de Vigorellibaan te Milaan uitvoeren, daarin stemde Géminiani toe en zodoende werd alles geregeld. De aanval zou gaan plaatsvinden op 27 september, en starten om zes uur 's avonds. Een week voordat de poging van Anquetil plaatsvond ging hij naar Besançon om een oefenrit te maken. Ondanks de weersomstandigheden legde hij hier in een uur 45 kilometer en 775 meter af. Hij gaf hierna aan dat hij er vertrouwen in had dat hij een nieuw record kon realiseren in Milaan. Enkele dagen later verplaatsten alle ogen zich naar Milaan, naast het publiek waren er ook veel journalisten en fotografen aanwezig. Géminiani had van een medewerker van de Italiaanse Wielerbond te horen gekregen dat er geen dopingcontrole zou zijn. Kort voor de start kwam Géminiani erachter dat er toch een dopingcontrole zou zijn na de poging van Anquetil, wat tot onrust leidde bij Géminiani. Na onenigheid die eerder had plaatsgevonden tussen Géminiani en Adriano Rodoni, de baas van de UCI, had Rodoni een controleur gestuurd naar de Vigorellibaan. Anquetil wist nog van niks over een eventuele controle. De start van Anquetil was sneller dan op voorhand gepland, na vier kilometer af te hebben gelegd kon hij het ritme van zijn schema wel aanhouden. Dit wist hij vol te houden en zelfs licht uit te breiden. Na 60 minuten te hebben gefietst had hij 146 meter meer afgelegd dan Roger Rivière in 1958. Nadat Anquetil het werelduurrecord had verbroken ontstond er chaos om hem heen. De aanwezige dokter Marena eiste dat Anquetil zo snel mogelijk een urinetest zou afgeven, wat bij Géminiani tot protesten leidde. Toen er enige rust terugkeerde was Marena niet in staat om papieren te laten zien aan Anquetil die als bewijs zouden dienen voor de controle. Dit zorgde voor een woede-uitbarsting bij Géminiani en Anquetil, die niet veel later de piste verlieten. Eenmaal thuis aangekomen in Rouen deed Anquetil een urine-onderzoek. Dit werd opgestuurd naar de UCI; de uitslag hiervan is nooit bekendgemaakt. Op 29 september stuurde Anquetil een brief naar de secretaris van de UCI waar hij uitgebreid de gebeurtenissen vanuit zijn oogpunt uiteenzette. Ondanks het feit dat de reglementen in 1967 niet bij ieder even duidelijk waren werd er op 13 oktober besloten op het UCI-congres dat het werelduurrecord van Anquetil niet zou worden erkend. Nadat Anquetil in hoger beroep ging bleef deze uitspraak staan. 

#### Laatste jaren (1968-1969)
In het een-na-laatste jaar van zijn carrière behaalde Anquetil maar enkele hoge eindnoteringen in wedstrijden waar hij aan deelnam. Desondanks eindigde hij als vierde in Luik-Bastenaken-Luik en won hij een wedstrijd in de Bretonse gemeente Maël-Pestivien. In het najaar eindigde hij samen met Rudi Altig als tweede in de koppeltijdrit Baden-Baden die plaatsvond in en rond de gelijknamige Duitse stad, niet veel later won Anquetil met Felice Gimondi de koppeltijdrit Trofeo Baracchi.
In zijn zestiende en laatste seizoen eindigde hij als derde in het eindklassement van  Parijs-Nice. Een ruime maand later behaalde hij de laatste zege van zijn carrière, hij won het eindklassement in de Ronde van het Baskenland. In augustus kwam hij als veertigste over de finish op het wereldkampioenschap wielrennen dat werd gewonnen door Harm Ottenbros. Eind augustus nam hij afscheid van het Franse wielerpubliek op de later naar hem vernoemde vélodrome. Dit deed hij in een oefenwedstrijd tegen Eddy Merckx. In september maakte Anquetil officieel kenbaar aan de media dat hij na het seizoen van 1969 zou stoppen als professionele wielrenner. Op 27 december nam hij officieel afscheid als wielrenner in het Sportpaleis in Antwerpen; hier nam hij deel aan, en won, enkele baanwedstrijden.

### Leven na het wielrennen (1970-1987)
Na zijn carrière als professionele wielrenner liet hij de wielersport voor een korte tijd helemaal achter zich. Hij was bezig met het opbouwen van zijn boerderij en enkele losse bezigheden die hier verband mee hadden. Zijn woning was destijds het kasteel genaamd Les Elfes nabij de Franse plaats La Neuville-Chant-d'Oisel waar hij samen met zijn vrouw Janine woonde. Echter kon Anquetil de sport niet voor langere tijd achter zich laten en ging niet veel later werken als medewerker van sportkrant L'Équipe en als wedstrijdleider bij de door hem zo geliefde wielerwedstrijd Parijs-Nice. Tevens was hij te horen als commentator bij de Ronde van Frankrijk in zijn thuisland.

### Overlijden

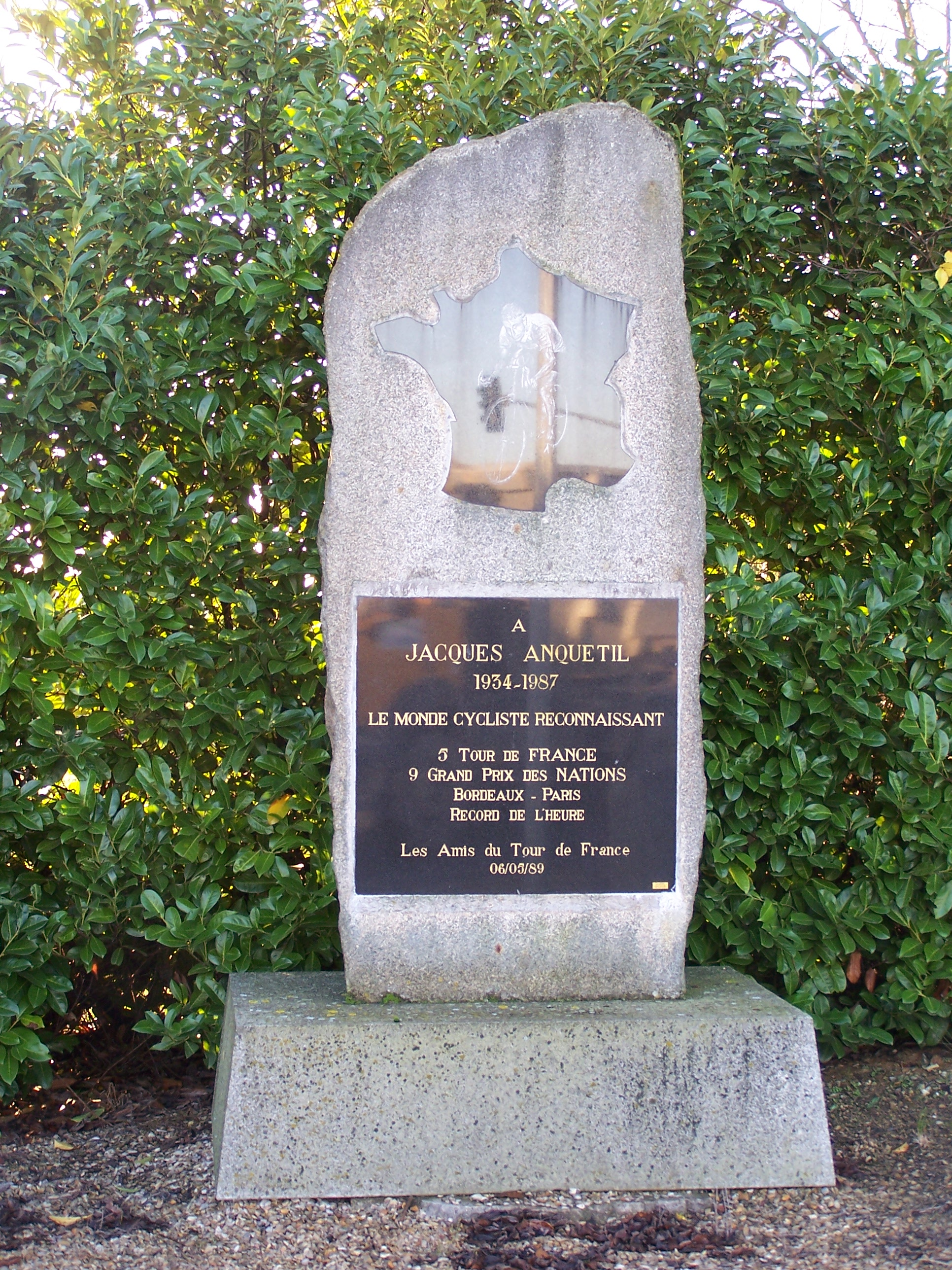
Gedenksteen ter nagedachtenis aan Anquetil, Châteaufort 78 Anquetil

In augustus 1987 onderging Anquetil een operatie vanwege maagkanker. Een maand later was hij aanwezig bij het wereldkampioenschap wielrennen als ploegleider voor het Franse team. Wederom een maand later onderging hij nogmaals een operatie vanwege maagkanker. Hieraan overleed hij op 18 november in zijn slaap terwijl hij in het ziekenhuis van zijn geboorteplaats Rouen lag. De uitvaart vond plaats in de kathedraal van Rouen en vervolgde zich naar het kerkhof van Quincampoix. Bekende wielrenners droegen zijn kist en ook waren enkele Nederlandse wielrenners hierbij aanwezig, waaronder Ab Geldermans en Jan Janssen. Ook Janine was aanwezig bij de begrafenis.

## Privéleven

### Liefdesleven
Een goede vriend van Anquetil halverwege de jaren vijftig van de vorige eeuw was dokter Boëda, eveneens woonachtig in Rouen. Behalve een hechte vriend was de dokter ook een mentor voor de jonge Anquetil. Zodoende kwam deze vaak bij Boëda over de vloer, zijn vrouw Janine had maar weinig met de destijds 23-jarige, blonde wielrenner. Hun kinderen daarentegen, Annie en Alain, waren dol op Anquetil. Op een gegeven moment ging Janine, bijgenaamd Nanou, alleen met de kinderen op vakantie naar het zuiden van Frankrijk. Zowaar toevallig was Anquetil ook in de regio en de zeven jaar oudere Janine vroeg op haar beurt of hij langs wilde komen. Anquetil sloeg deze uitnodiging echter af, hij had een andere uitnodiging gekregen die hem aantrekkelijker leek. Eenmaal aangekomen kwam hij erachter dat Janine ook achter deze afspraak zat. Ze brachten de avond samen door en niet veel later verliet Janine haar echtgenoot, dokter Boëda. Janine voelde aan dat ze Anquetil op elke mogelijke wijze moest steunen, ze wilde er zo veel mogelijk zijn voor hem wanneer dat mogelijk en nodig was. Anquetil zorgde ervoor dat Janine overal mee naar toe kon, elke wedstrijd ging zij mee. Dat was destijds in de wielerwereld echter zeer ongebruikelijk en enkele ploeggenoten van Anquetil stoorden zich hier dan ook aan. Maar het was Anquetil, dus werd het goedgekeurd. Naast het regelen van de financiële zaken, het huishouden en nog veel meer, zorgde Janine ervoor dat ze taxiede voor Anquetil. Ze bracht hem overal naartoe, voor elke wielerwedstrijd die volgde. Zodoende waren ze tientallen duizenden kilometers per jaar onderweg. Vaak reden ze 's nachts terug naar huis, om deze nachtelijke rit aan te kunnen nam zij voor vertrek Corydrame. Met de stijgende bekendheid van Anquetil kreeg ook Janine veel bekendheid. Vanwege haar aantrekkelijke voorkomen werd zij gevraagd om voor merken op de foto te gaan en belandde zij op covers van tijdschriften en in (straat)reclames. In deze periode zorgden Anquetil en Janine samen voor het merendeel voor de opvoeding van de kinderen van Janine. Voor Anquetils stiefkinderen voelde hij als een liefdevolle vaderfiguur.
Tijdens het verloop van de carrière van Anquetil zat de liefde goed tussen hem en Janine en waren er, zover bekend, geen moeilijkheden tussen beiden. Na zijn carrière als de twee intrekken in Les Elfes wordt de liefde gecompliceerder. Anquetil koesterde de wens om vader te worden, hij had de kinderen van zijn vrouw grootgebracht maar hij wilde zelf ook vader worden. Echter was het voor Janine destijds geen optie meer om kinderen te krijgen. Uit liefde werd besloten dat Anquetil een kind mocht krijgen met zijn stiefdochter, Annie. Daarnaast zou er sprake zijn geweest van liefde tussen Anquetil en Annie. De achttienjarige Annie mocht Anquetil al sinds hij in haar leven voorkwam, ze zou hem al geruime tijd hebben geadoreerd. Samen kregen ze een kind, genaamd Sophie. Anquetil besloot dat hij aan de buitenwereld zou mededelen dat de moeder van Sophie, Janine was. Vijftien jaar konden zij met elkaar samen onder een dak wonen; ondanks dat zou de rivaliteit tussen Janine en haar dochter Annie enorm zijn toegenomen. Naarmate Sophie opgroeide, nam de rivaliteit in heftigheid toe en besloot Annie het gezin te verlaten. Janine vertrok eveneens en dit zorgde ervoor dat Anquetil op zoek moest naar een nieuw evenwicht in zijn leven. Hij trouwde met Dominique, zij was ook onderdeel van de familie maar dan als vorige liefde van Alain, Anquetils stiefzoon oftewel de zoon van Janine. Samen kregen Anquetil en Dominique een zoon, Christopher. Anquetil zou hem echter niet meer zien opgroeien, niet veel later overleed hij aan maagkanker.

### Eet- en uitgaangewoontes
Anquetil staat bekend om zijn manier van eten en uitgaan ten opzichte van het rijden van wedstrijden. Op de avond nadat hij voor de tweede keer geprobeerd had het werelduurrecord te verbreken, in 1956, liet hij zich door zijn meegereisde verzorger Sadi Duponchel afzetten bij een uitgaansgelegenheid nabij het Comomeer. André Boucher, destijds eveneens mee als begeleider, wist van niks. Boucher was een man van ijzeren discipline, hetgeen waar Anquetil een hekel aan had. Na deze avond uit sliep de Franse renner beter en voelde zich mentaal sterker dan voorheen.
In 1954 sloot Anquetil zich na een nachtelijke rit naar Cannes aan bij een trainingskamp voor klimmers. Het trefpunt hiervoor was het restaurant van Apo Lazarides, een fervent klimmer die als wielrenner actief was tussen 1944 en 1955. Terwijl de andere aanwezige renners hun verantwoorde voedsel aten, koos Anquetil ergens anders voor. Hij bestelde een plateau zeefruit met een fles witte wijn dat later werd gevolgd door kreeft met mayonaise. De aanwezige Lazarides voorspelde dat de jonge Anquetil ook weer snel zou vertrekken uit het professionele wielrennen.
Na de finish van het Critérium du Dauphiné in 1965 stond Anquetil een race tegen de klok te wachten om op tijd in Bordeaux te arriveren. Over hetgeen wat hij zou hebben gegeten na de finish zei hij het volgende: "17:20: in het hotel, bad, lichte massage, steak tartaar, camembert, aardbeientaart en bier."

### Interesses
Vanaf 1963 raakte Anquetil meer geïnteresseerd in onderwerpen buiten het wielrennen. Dit waren onder andere paranormale verschijnselen en astronomie. Daarnaast schafte hij een telescoop aan en plaatste deze op het dak van zijn huis in Normandië. Tevens raakte hij, mede door het overlijden van zijn vader in 1963, geobsedeerd met de dood en dergelijke onderwerpen die hier samenhang mee hebben. Ook werd zijn tijdneurose sterker nadat zijn vader was overleden.

### Woning Les Elfes
Aan het eind van zijn carrière kocht Anquetil samen met zijn vrouw Janine een kasteel dat gelegen was in het dorp La Neuville-Chant-d'Oisel. Hier bezaten zij naast het kasteel 700 hectare landbouwgrond. Nadat hij in 1969 zijn carrière had beëindigd ging hij hier aan werken als boer. Ook was hij actief in zaken als akkerbouw, hield hij vee, bezat hij een grindgroeve en onroerend goed. In hun woning ontvingen Anquetil en Janine graag gasten, voor wie twaalf kamers beschikbaar waren.

## Persoonlijke stijl
Zijn successen in het tijdrijden heeft Anquetil mede te danken aan zijn persoonlijke stijl van rijden. Destijds waren er geen renners die uitblonken in het tijdrijden én open waren over de manier waarop ze hun prestaties hierin bewerkstelligde. Op de vragen van journalisten die hij kreeg over zijn stijl gaf hij misleidende antwoorden. Hiermee hoopte hij zijn concurrenten op een verkeerd spoor te zetten. Het merendeel van zijn stijl zat volgens hem in het voelen van de pijn en hier op de juiste manier mee om te gaan. Dit zorgde ervoor dat hij kon afzien op een manier als amper renners dat eerder hadden laten zien. Volgens Anquetil was het ook van belang de volledige concentratie op de tijdrit te houden en geen moment hiervan af te wijken. Daarnaast kon hij ervoor zorgen zijn lichaam niet onnodig te bewegen. Dit hield in dat hij enkel zijn benen bewoog voor het trappen terwijl hij zijn armen strak tegen zijn lichaam hield. Ondanks de toenemende pijn bleef hij deze houding zo lang als nodig vasthouden.

## Enkele contacten uit het peloton

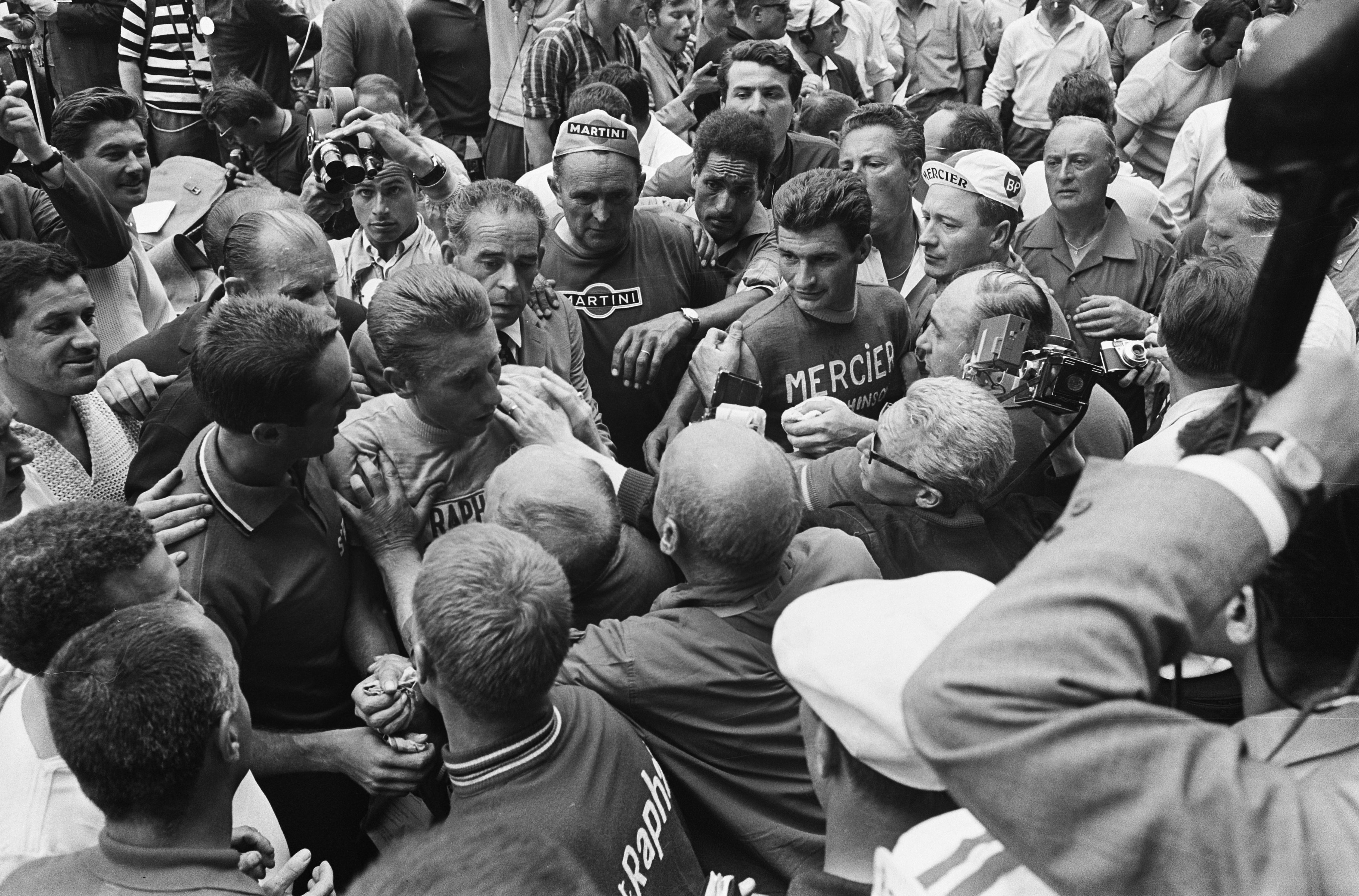
Jacques Anquetil en Raymond Poulidor in de menigte, Ronde van Frankrijk 1964

### Vrienden en concurrenten
Ondanks zijn prestaties en vele aandacht van de media was Anquetil niet een mens met veel vrienden. Enkelen die hiertoe behoorden waren renners uit het wielerpeloton waar hij het merendeel van zijn carrière mee samen reed. In deze vriendschappen eiste Anquetil veel aandacht en tijd van zijn vrienden. Een van deze vrienden uit het peloton was Jean Stablinski. Hij ondersteunde Anquetil waar nodig in het peloton, maar behield in het dagelijks leven als vrienden een vorm van afstandelijkheid. Een andere renner met wie Anquetil een sterke band onderhield was de sprinter André Darrigade. Vanwege hun verschillende specialisaties konden de twee elkaar goed aanvullen tijdens wedstrijden. Ook na wedstrijden waren ze geregeld bij elkaar te vinden, zo waren ze vaak kamergenoten en gingen ze graag uiteten. Vanaf het moment dat beiden getrouwd waren nam het contact af. Dit bleef tot het moment dat Anquetil ziek werd en Darrigade meer contact zocht met Anquetil.
In het peloton waren meerdere renners met wie Anquetil meer moeite had tot het onderhouden van degelijk contact. Hiertoe werden onder anderen Louison Bobet en Raphaël Géminiani gerekend. Anquetil weigerde meermaals om met Bobet in het nationale team te rijden. Met Géminiani was Anquetil tijdens de carrière van beide renners eveneens geen goede vrienden. Echter, veranderde dit na de carrière van Géminiani. Hij bleek naast een fervent klimmer ook een zakenman te zijn en richtte onder andere zijn eigen wielerploeg op; hij zorgde ervoor een ploeg te bouwen waarin Anquetil het middelpunt vormde. Al snel vond Géminiani een manier om in te spelen op de psychologische aspecten in het wielrennen die verhouding hadden tot Anquetil. Géminiani wist Anquetil te motiveren en kon hem aansporen enkele van zijn grootse plannen uit te voeren, onder andere het combineren van het Critérium du Dauphiné en Bordeaux-Parijs in 1965. Nadat beide heren elkaar hadden gevonden op sportief vlak werden ze ook betere vrienden naast het wielrennen.

### Rivaliteit Poulidor
Nadat Raymond Poulidor in het peloton verscheen werden hij en Anquetil binnen korte tijd rivalen van elkaar. Deze rivaliteit tussen Poulidor en Anquetil kwam tot een hoogtepunt in de Ronde van Frankrijk 1964. Ondanks het feit dat de concurrentie tussen beide al enige tijd duurde was het duel in deze Tour degene die het breedst werd uitgemeten en waar hedendaags nog het meest over wordt geschreven. Onder het Franse volk zorgde de duels voor het ontstaan van twee groepen supporters. De fans van Poulidor werden "poulidoristes" genoemd; de fans van Anquetil gingen door als "anquetilistes". Waar beide wielrenners in wedstrijden elkaars vijanden waren, was dat lang niet altijd het geval buiten wedstrijden om. Ze konden het goed vinden met elkaar vanwege hun boerenafkomst en hadden enkele gedeelde interesses. Daarnaast waren ze beiden bewust van de commerciële voordelen die ze hebben gehad van hun duels in wielerwedstrijden.

## Ploegen

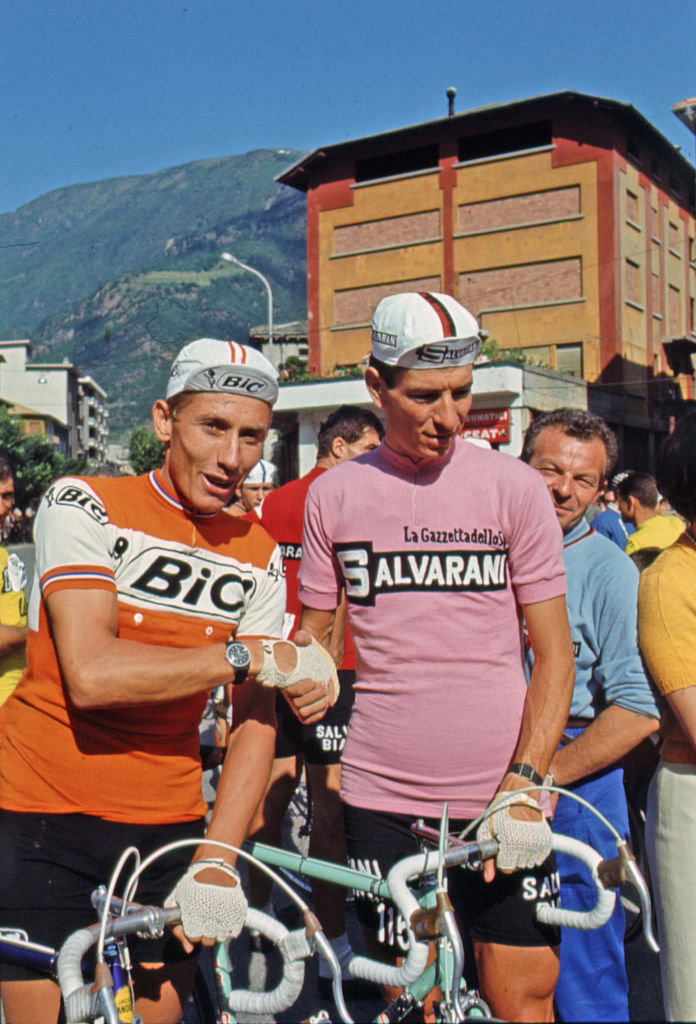
Jacques Anquetil schudt de hand voorafgaand aan de 22e etappe met Felice Gimondi in de Ronde van Italië 1967

## Trivia

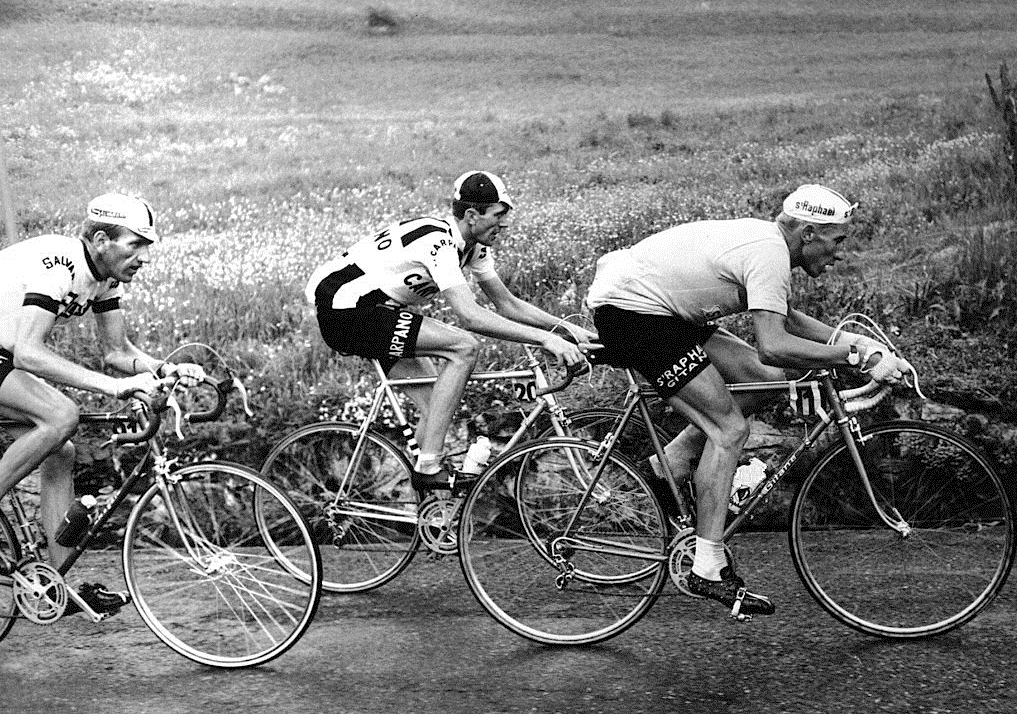
V.l.n.r. Italo Zilioli, Vittorio Adorni en Jacques Anquetil in de Ronde van Italië 1964